# Модрич, Лука
Лу́ка Мо́дрич (хорв. Luka Modrić, хорватское произношение: [lûːka mǒːdritɕ]; род. 9 сентября 1985, Задар, СФРЮ) — хорватский футболист, центральный полузащитник клуба «Милан» и капитан национальной сборной Хорватии. Признаётся одним из лучших полузащитников современности. Кавалер ордена Князя Бранимира. Рекордсмен сборной Хорватии по количеству проведённых матчей.
Детство Модрича прошло в период войны в Хорватии, из-за чего он вместе со своей семьёй стал беженцем. В 1996 году Лука присоединился к детской команде клуба «Задар», а потом перебрался в загребское «Динамо». После нескольких лет игры в молодёжной системе этого клуба он был отдан в аренду сначала в «Зриньски», а потом в хорватский «Интер». В 2005 году дебютировал в основной команде «Динамо». Впоследствии в составе этого клуба Модрич три раза подряд становился чемпионом Хорватии, а также выигрывал Суперкубок и Кубок Хорватии. В 2008 году перешёл в английский «Тоттенхэм Хотспур», однако не выиграл со шпорами ни одного трофея, и летом 2012 года отправился в «Реал Мадрид». Там он стал одним из ключевых игроков в составе и выиграл множество трофеев, в том числе четырежды стал чемпионом Испании и 6 раз одержал победу в Лиге чемпионов УЕФА. В общей сложности выиграл 28 трофеев, став самым титулованным футболистом в истории клуба. В 2015 году Модрич стал первым хорватским игроком, включённым в символическую сборную из лучших игроков мира по версии FIFPro, куда он впоследствии включался ещё четыре раза. В 2018 году Модрич аналогично стал первым хорватским игроком, который получил приз лучшему футболисту года в Европе, а также награды The Best FIFA Men’s Player и «Золотой мяч». В 2019 году он стал первым хорватским футболистом, получившим награду Golden Foot. Проведя 13 лет в стане «сливочных», в 2025 году перешёл на правах свободного агента в итальянский «Милан».
За сборную Хорватии Лука дебютировал в марте 2006 года. С тех пор он выступил на пяти чемпионатах Европы: в 2008, 2012, 2016, 2020 и 2024 годах, а также четырёх чемпионатах мира: в 2006, 2014, 2018 и 2022 годах. После Евро-2008 Модрича включили в символическую команду из лучших игроков турнира, он стал вторым хорватом в истории, который был этого удостоен. На ЧМ-2018 вместе со своей сборной вышел в финал турнира, где его команда уступила французской сборной. Лука был признан лучшим игроком того чемпионата мира. Тринадцать раз подряд признавался лучшим футболистом года в Хорватии.

## Ранние годы

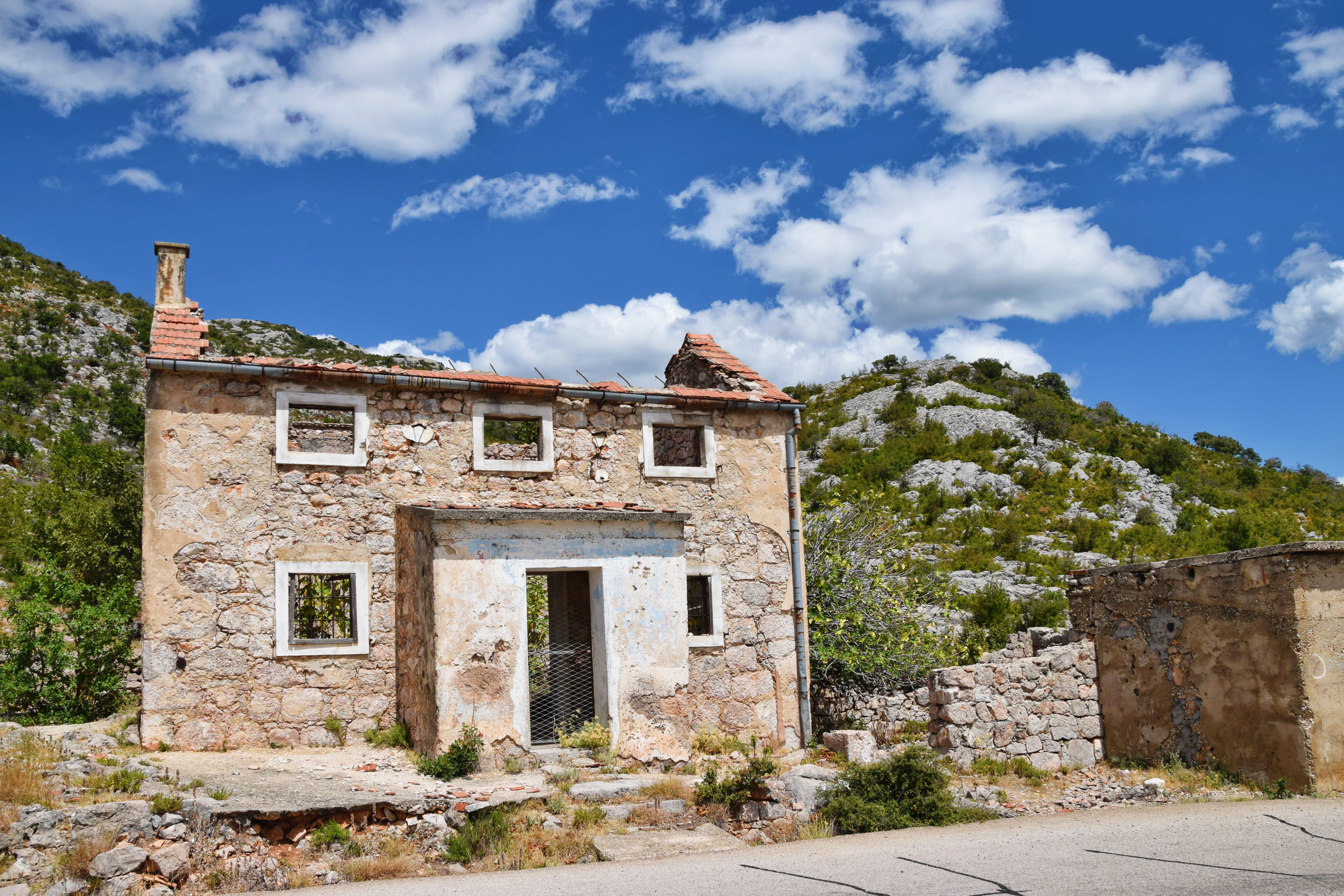
Каменный дом, не принадлежащий семье, недалеко от деревни Модрича на склонах горы Велебит, где Лука провёл большую часть своих ранних лет со своим дедушкой

Лука Модрич родился 9 сентября 1985 года в городе Задар. Он был первым ребёнком в семье, впоследствии у Луки появилась сестра Ясмина. Он вырос в деревне, которая находилась рядом с Задаром. В детстве проводил много времени с родителями своего отца: дедом Лукой, в честь которого его и назвали, а также бабушкой Элой. Дед был дорожным рабочим, а бабушка — домохозяйкой. Его родители работали на трикотажной фабрике, расположенной неподалёку от города Обровац. Мать Райдока была швеёй, а отец Стипе — механиком. Через год после рождения Луку отдали в детский сад в этом же городе, однако спустя некоторое время родители забрали его оттуда. Это было связано с тяжёлой адаптацией Модрича к этому месту и постоянными проблемами со здоровьем. Он часто плакал, простужался, болел бронхитом. В итоге родители вместо детского сада отводили его к бабушке с дедушкой. Зачастую Лука не мог усидеть на месте и был довольно активным и шумным ребёнком. Модрич с детства проявлял большой интерес к играм с футбольным мячом. По словам его отца, футбольный талант Луки был заметен уже в раннем возрасте. Стипе Модрич и сам увлекался футболом: он играл за клуб одной из низших лиг Хорватии — «Рудар», однако из-за травмы прекратил свои выступления. Когда Лука ещё был ребёнком, в Хорватии началась война, из-за которой семья была вынуждена сменить место жительства. В декабре 1991 года его деда убили сербские националисты неподалёку от дома. Отец Луки ушёл на войну, однако позже ему удалось вернуться к семье. В качестве беженцев семья Луки уехала в Макарску, где разместилась в специальном лагере. Спустя четыре месяца они переехали в Задар. Вскоре Лука пошёл в школу, больше всего ему нравились уроки истории и физкультуры, однако обучение в школе не было приоритетным. Он старался максимум времени посвящать игре в футбол и не выделялся успехами в учёбе. Первоначально Модрич играл на разных позициях: стоял в воротах, был защитником, однако больше всего ему нравилось вести и забивать мяч. Основным футбольным навыкам его обучил отец. По словам одного из первых тренеров Модрича, в годы войны постоянные бомбардировки стали обыденностью, а футбол позволял отвлечься. Впоследствии сам Модрич делился мыслями о том, как сильно тяжёлое военное время повлияло на становление его личности.
Вскоре Модрича записали в футбольную школу клуба «Задар». После первой же тренировки его перевели в группу к старшим мальчикам. Он был слаб с физической стороны, однако был уверен в себе и не избегал борьбы. Модрич с детства решил, что хочет играть в центре поля и носить десятый номер. Его кумиром был хорватский футболист Звонимир Бобан, именно он играл под этим номером. Впоследствии отец Луки получил работу в аэропорту в муниципалитете Земуник-Доньи, который располагался неподалёку от Задара, из-за чего семья переехала в местный отель. Луке пришлось сменить и школу. В июне 1998 года у него появилась ещё одна сестра — Диора. В период восстановления после военных действий многие люди постепенно возвращались в свои дома. Это могла сделать и семья Модрича, однако они решили остаться в Задаре. Это было связано с большими возможностями развития для Луки, отец верил в его футбольный талант. Занятия футболом требовали больших расходов, родители старались покрывать их, несмотря на скромные доходы, помогал и дядя Луки — Желько. Модрич быстро прогрессировал в младшей группе, его команда показывала положительные результаты, о чём не раз писали местные газеты. Тренеры молодёжной команды ставили его на позицию атакующего полузащитника, отмечая его энергию, технику и успешную игру в атаке. В «Задаре» Луку сильно поддерживал Томислав Башич, руководитель молодёжной академии клуба, позднее сам Модрич называл Башича своим «спортивным отцом». Впоследствии Модрич отправился на просмотр в «Хайдук». Большая часть его семьи болела за этот клуб, как и он сам в раннем детстве, однако в итоге представители «Хайдука» не выразили желания переманить Модрича в свою академию. Это было обусловлено его недостаточной развитостью с физической точки зрения. Отец Модрича перед поездкой на просмотр решил не информировать Башича, однако впоследствии тот узнал об этом и отстранил молодого хорвата от тренировок на три месяца. На это время ему поручили индивидуальную программу тренировок, целью которой было прибавление роста. Помимо этого, он ежедневно занимался с отцом. В итоге Модричу удалось прибавить в росте, однако, по его собственному признанию, вполне вероятно, что тренировки на это повлияли не сильно. После окончания школы Лука поступил в университет на факультет гостиничного и ресторанного бизнеса. Примерно через год после провального просмотра в «Хайдуке» Модричу посоветовали перейти на более высокий уровень для продолжения развития. Башич договорился с представителем загребского «Динамо» Здравко Мамичем о переходе Модрича в клуб.

## Клубная карьера

### «Динамо» Загреб
Несмотря на договорённость между Башичем и Мамичем, руководство «Задара» не сразу согласилось отпустить игрока в другой клуб, однако в итоге компромисс был найден. Так как Модрич на тот момент был несовершеннолетним, контракт с агентством Мамича, которое занималось трудоустройством молодых игроков в «Динамо», был подписан его родителями по нему он должен был получать питание и стипендию в размере 500 немецких марок. Помимо этого, в Загребе Модрич окончил университет. Тем не менее, футбол оставался приоритетом в его жизни. В «Динамо» Лука не сразу привык к новым условиям, сказалась и разлука с семьёй, и новые, более профессиональные условия для тренировок. Также было заметно другое отношение тренеров, к игровому процессу, который отражался даже в тактике. В «Задаре» у Луки было больше свободы на поле, в то время как в «Динамо» его поначалу критиковали за несоответствие тактическим задумкам тренерского штаба. Ранее он в основном играл лишь в зоне нападения, в то время как в новом клубе от него требовали действовать по всему полю, как в защите, так и в нападении. Выступая в юниорской команде «Динамо», Модрич продолжал своё развитие.

#### Аренды в «Зриньски» и «Интер» (Запрешич)
Летом 2003 года у «Динамо» появилась возможность отдать в аренду нескольких игроков молодёжного состава в клуб Премьер-лиги БиГ «Зриньски». Это было связано с хорошими отношениями между президентом этого клуба и руководством загребской команды. В результате клубы договорились об аренде трёх игроков, в том числе хороших друзей Модрича, которые предложили ему отправиться в аренду с ними. «Динамо» поддержало эту идею, в результате и Лука отправился в новый клуб. Для Модрича сезон 2003/04 стал первым на профессиональном уровне. В боснийском клубе поначалу сомневались в хорвате из-за его слабых физических данных, в то время в этом чемпионате было много команд, которые играли жёстко и агрессивно. Лука получил футболку с номером 23, он выбрал его из-за своих ассоциаций с Майклом Джорданом и Дэвидом Бекхэмом, которые играли под этим номером в своих командах. Тем не менее, на первый матч чемпионата против «Бораца» Модрич в заявку не попал из-за проблем с регистрацией в новом клубе. Со следующей игры он стал появляться на поле, однако «Зриньски» завершил сезон лишь на 11 месте среди 16 команд. Модрич был признан лучшим игроком того сезона по версии болельщиков этой команды, он впервые в карьере получил индивидуальный приз. Игра в боснийской лиге дала Модричу много необходимого опыта. Он выступал на позиции правого полузащитника и улучшил своё мастерство при атакующих действиях команды. Помимо этого, грубый стиль игры многих соперников научил его действовать проще и быстрее. После окончания арендного сезона Модрич подписал свой первый профессиональный контракт с «Динамо» на пять лет. Лука хотел остаться в аренде в «Зриньски» ещё на сезон, так как понимал, что за место основного игрока загребского клуба конкурировать будет трудно, однако руководство приняло решение отправить его и ещё нескольких игроков в аренду в хорватский «Интер» из Запрешича. Поначалу Лука не всегда попадал в состав своей команды, тренерский штаб вновь обращал внимание на недостаточную физическую развитость, однако он смог воспользоваться одним из предоставленных шансов и показал хорошую игру. Лука смог закрепиться в составе и провёл 18 матчей преимущественно на позиции левого полузащитника, а также забил четыре гола. Свой первый мяч в чемпионате Хорватии он забил 18 сентября 2004 года в матче против «Вартекса», игра завершилась победой «Интера» 3:2. Также в 2004 году Лука был признан лучшим молодым игроком года в Хорватии.

#### Возвращение в «Динамо»
Тем не менее, уже зимой 2005 года «Динамо» отозвало Модрича из аренды. Его вернули из-за ухода полузащитника Нико Кранчара, перешедшего в «Хайдук». «Динамо» в тот сезон провело одно из худших выступлений в своей истории, в итоге оказавшись в зоне вылета, но по результатам матчей на вылет загребский клуб остался в главной лиге страны. Несмотря на уход Кранчара, Модрич не отличился выразительными выступлениями в составе команды, пропустив несколько игр из-за полученной травмы. После провального сезона в «Динамо» произошли изменения: новым главным тренером был назначен Йосип Куже. Поменялся и состав команды, лидером которой по задумке должен был стать именно Модрич. Он получил десятый номер, который освободился после ухода Эдина Муйчина из клуба. На протяжении сезона 2005/06 «Динамо» доминировало в чемпионате, в результате чего в конце сезона стал победителем хорватской лиги. В сезоне 2006/07 Модрич был удостоен звания лучшего игрока чемпионата Хорватии. Из-за продолжавшегося доминирования в хорватской лиге руководство клуба было нацелено на выход в групповой этап Лиги чемпионов или Кубка УЕФА, однако клубу это сделать не удалось. Помимо этого, у «Динамо» отсутствовала стабильность в игровой форме, из-за чего Куже был уволен. Его сменил Бранко Иванкович, под руководством которого загребский клуб завоевал второй подряд чемпионский титул. В сезоне 2007/08 Модрич был назначен капитаном команды. «Динамо» вновь выбыло из квалификации в Лигу чемпионов, уступив немецкому «Вердеру» со счётом 3:5. Тем не менее, клуб смог квалифицироваться в Кубок УЕФА 2007/08, несмотря на поражение 0:1 в первом матче против амстердамского «Аякса». Ответный матч завершился победой «Динамо» со счётом 3:2, именно Лука забил первый мяч со штрафного, остальные два были забиты Марио Манджукичем. Несмотря на выход в групповой этап турнира, загребский клуб не смог пройти дальше. C сезона 2006/07 на многих игроков «Динамо» стали обращать внимание крупные европейские клубы, в том числе и на Модрича. Он не хотел уходить из хорватской команды, которая заявляла о намерении усилить состав для поддержания высокого уровня игры команды. Тем не менее, со временем загребский клуб стали покидать основные игроки. После сезона 2007/08 «Динамо» было намерено продать Луку в английский «Челси», давно присматривавшийся к нему. Модрич был за переход, однако он всё же не состоялся. В апреле 2008 года «Динамо» заключило соглашение с другим английским клубом — «Тоттенхэм Хотспур», однако Модрич должен был провести оставшуюся часть сезона в «Динамо». В чемпионате Хорватии загребский клуб вновь одержал победу, помимо этого он во второй раз выиграл и Кубок Хорватии.

### «Тоттенхэм Хотспур»

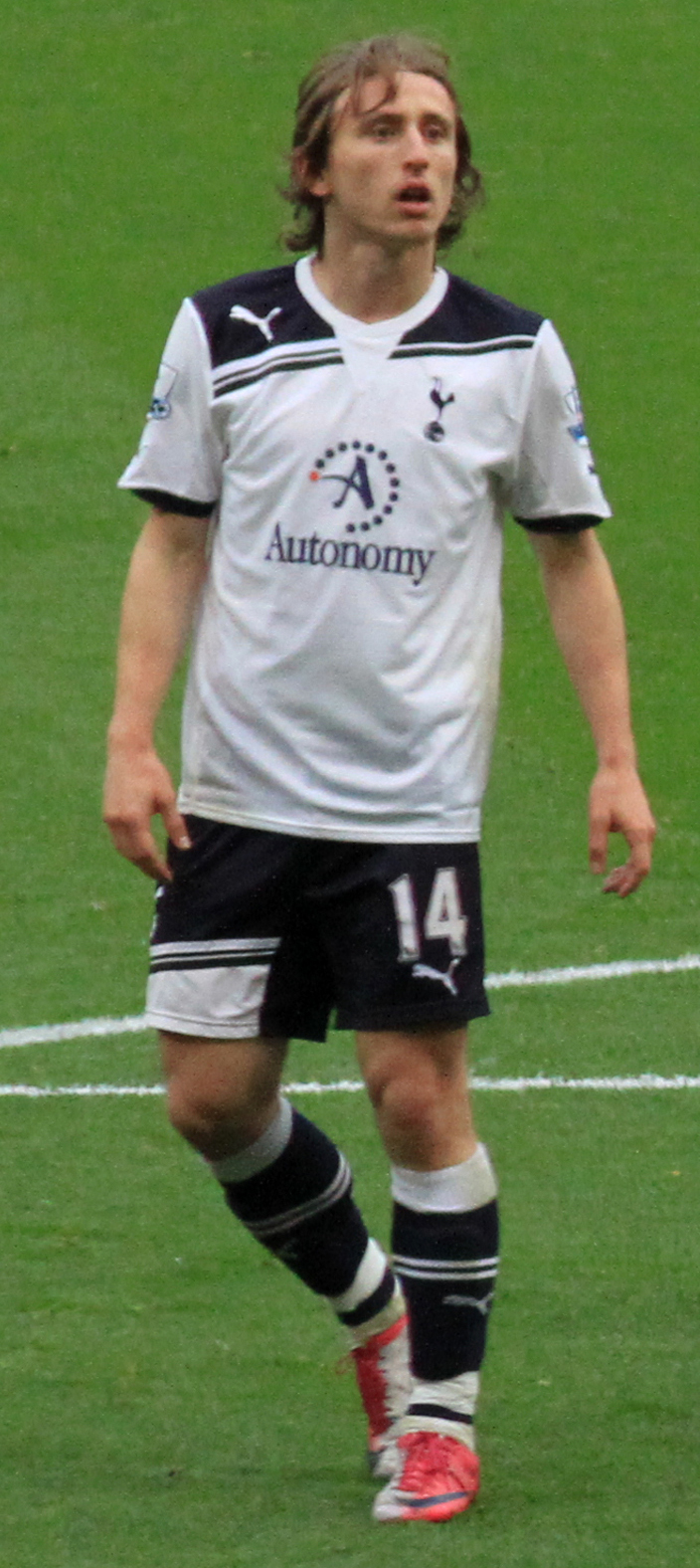
Лука Модрич в составе «Тоттенхэм Хотспур», ноябрь 2010 года

В расположение нового клуба Модрич прибыл уже после начала предсезонной подготовки, это было связано с более долгим отпуском из-за выступления на Евро-2008. К «Тоттенхэму» Луке удалось адаптироваться не сразу. В английской команде проводились более интенсивные и частые тренировки, что поначалу удивило Модрича. Из-за возросшей нагрузки у хорвата даже воспалилось сухожилие. Тем же летом в состав «шпор» перешёл Ведран Чорлука, который был хорошим другом Модрича с момента совместной игры в «Динамо», что облегчило его адаптацию. Тем не менее, тренер команды Хуанде Рамос поначалу выпускал его на фланге поля, а не в качестве центрального полузащитника. «Тоттенхэм» начал сезон 2008/09 неудачно: после восьми туров команда имела в своём активе лишь два очка, из-за чего Рамос был уволен. Ему на смену был назначен Гарри Реднапп, который перестроил команду с тактической точки зрения. Новой игровой схемой стала 4-4-1-1, Модрич разместился в центре поля под нападающим Дарреном Бентом, после чего результаты команды улучшились. Также Лука получил больше свободы в своей игре, благодаря чему стал более эффективным. «Тоттенхэму» удалось выйти в финал Кубка футбольной лиги, однако там в серии послематчевых пенальти одержал победу «Манчестер Юнайтед». «Шпоры» завершили сезон на восьмом месте в чемпионате Англии. В одном из первых матчей английской Премьер-лиги сезона 2009/10 против «Бирмингема» Модрич получил травму. Оказалось, что у него был перелом малой берцовой кости, из-за чего ему потребовалось пропустить часть сезона. После возвращения на поле Модричу удалось вернуть хорошую форму, а «Тоттенхэм» смог выйти в Лигу чемпионов впервые за 49 лет.
В сезоне 2010/11 Модрич дебютировал в Лиге чемпионов, а также забил свой первый гол в этом турнире. Это произошло в матче группового этапа против немецкого «Вердера». После проигранного матча против «Фулхэма» со счётом 0:4 у Модрича обнаружили аппендицит, однако уже спустя неделю после операции по его удалению он вернулся на поле. Лука вышел во втором тайме матча 1/8 финала Лиги чемпионов, заменив Рафаэла ван дер Варта. «Тоттенхэм» одержал победу, однако выбыл из турнира на следующей стадии, проиграв мадридскому «Реалу». Тем не менее, в чемпионате Англии «шпоры» оказались лишь на пятом месте, и смогли выйти только в Лигу Европы. Летом 2011 года к Луке вновь возник активный интерес от «Челси». Модрич даже встретился с владельцем клуба Романом Абрамовичем для обсуждения деталей перехода и сам был в нём заинтересован, отправив письменное прошение о трансфере. Однако в итоге трансфер вновь не состоялся. Президент клуба Дэниел Леви отказался продавать хорвата.
«Я провёл там четыре прекрасных года, полных эмоций, с большой любовью со стороны клуба и болельщиков. Я наслаждался каждым моментом с «Тоттенхэмом». Но в один момент ты чувствуешь, что тебе нужно сделать шаг вперёд, выйти на новый уровень. Я думаю, что это было подходящее время для меня, но я всегда буду благодарен «Тоттенхэму» за всё, что они сделали для меня, я стал лучшим игроком, и они подтолкнули меня к тому уровню, на котором я нахожусь сейчас».
Многочисленные слухи о желании Модрича уйти в «Челси» выводили его из равновесия, что отрицательно сказывалось на игровой форме. Реднапп не выпустил его на поле ни в отборочных матчах Лиги Европы 2011/12 против «Харт оф Мидлотиан», ни в первом туре английского чемпионата против «Манчестер Юнайтед». После поражения в поединке с «Юнайтед» тренер был намерен использовать Модрича во втором туре с «Манчестер Сити». Тем не менее, Лука всё ещё не был в лучшей форме и его заменили во втором тайме, а «Тоттенхэм» вновь проиграл —1:5. Тем не менее, он смог восстановить свою форму во время перерыва на матчи национальных сборных и уже с третьего тура начал стабильно играть в стартовом составе своей команды вплоть до завершения сезона. В результате «Тоттенхэм» занял четвёртое место в итоговой таблице Премьер-лиги и снова квалифицировался в Лигу чемпионов. Однако впоследствии из-за победы «Челси» в финале этого турнира именно «синие» квалифицировались в Лигу чемпионов, несмотря на шестое место в чемпионате, «Тоттенхэм» же попал в Лигу Европы. Перед чемпионатом Европы 2012 года о трансфере Модрича начал вести переговоры «Реал Мадрид». Сам Лука был в этом переходе сильно заинтересован, однако «Тоттенхэм» не хотел отпускать игрока. Из-за различия во мнениях относительно трансфера, Модрич поругался с главным тренером команды Андре Виллашем-Боашем и не поехал на предсезонный турнир в США. В конце августа, после сложных переговоров между клубами, о трансфере всё же удалось договориться.

### «Реал Мадрид»

#### Адаптация, первая победа в Лиге чемпионов и травмы (2012—2015)

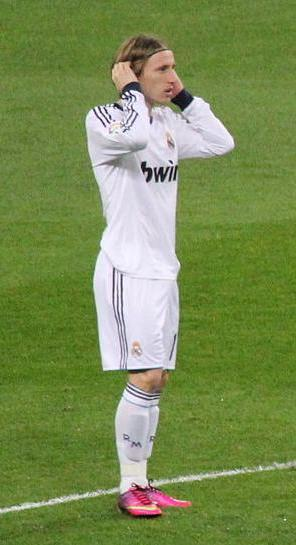
Модрич после перехода в «Реал Мадрид», февраль 2013 года

27 августа 2012 года «Реал Мадрид» объявил о подписании контракта с Лукой Модричем на пять лет. В новом клубе он выбрал 19 номер, так как номер 10 был у немецкого полузащитника Месута Озиля. После первых тренировок в команде главный тренер Жозе Моуринью включил Модрича в состав на матч Суперкубка Испании против «Барселоны». 30 августа 2012 года Лука вышел в этом матче на поле, он заменил Озила в последние 20 минут игры. В итоге «Реал» выиграл игру, завоевав трофей. Впоследствии Модрич не всегда выходил в основном составе своей команды, это было связано и не с самой лучшей игровой формой, и с решениями Моуринью, который осторожно подводил хорвата к основному составу команды. 3 ноября в матче против «Сарагосы» он забил свой первый гол в новом клубе. После череды неудачных выступлений читатели газеты Marca выбрали Луку худшим игроком, который был подписан в прошедшее трансферное окно в Испании. Тем не менее, он продолжал усердно тренироваться и активно учить испанский язык. 5 марта Модрич вышел на замену во втором тайме матча плей-офф Лиги чемпионов против «Манчестер Юнайтед» на «Олд Траффорд». В этой игре Лука сравнял счёт дальним ударом, а также провёл серию удачных действий в оставшейся части матча, в результате «Реал Мадрид» выиграл со счётом 2:1 и вышел в четвертьфинал. Матч против «красных дьяволов» считается поворотным моментом для Модрича в «Реале». 16 марта в матче против «Мальорки» Модрич вновь провёл успешное выступление: он снова забил гол дальним ударом, благодаря чему «Реал Мадрид» вышел вперёд и в итоге победил 5:2. После этих матчей «сливочные» провели серию побед, благодаря чему мадридский клуб занял второе место в таблице чемпионата Испании 2012/13. В полуфинале Лиги чемпионов против дортмундской «Боруссии» «Реал» проиграл по сумме двух встреч, а в финале Кубка Испании над «галактикос» одержал победу другой мадридский клуб — «Атлетико». После окончания этого сезона Моуринью ушёл из «Реала».
«Он возглавляет полузащиту в сложной обстановке. Каждый день в Мадриде давление обрушивается на тебя со всех сторон. Модрич не только выдерживает давление, но и вырос среди него, став лучшим игроком Мадрида, вместе с Криштиану Роналду».
Перед сезоном 2013/14 новым главным тренером команды был назначен Карло Анчелотти. С ним у Модрича с самого начала сложились положительные отношения, он стал одним из главных игроков стартового состава и одним из самых эффективных распасовщиков команды, в среднем показывая в матчах чемпионата Испании точность передач 90 %. Свой первый гол в этом сезоне он забил в последнем групповом матче Лиги чемпионов против «Копенгагена», этот мяч стал его пятым за «Реал Мадрид». Модрич вместе со своей командой вновь вышел в финал Кубка Испании, на этот раз «сливочным» удалось выиграть трофей, обыграв «Барселону». Однако в чемпионате Испании «Реал» занял только третье место, уступив чемпионство мадридскому «Атлетико». Помимо этого, «Реал» впервые за 12 лет вышел в финал Лиги чемпионов. В самом финале именно после подачи Модрича с углового защитнику Серхио Рамосу удалось забить гол на последних минутах и перевести игру в дополнительное время. В итоге «сливочные» смогли забить ещё три мяча и выиграть игру, получив свой десятый Кубок европейских чемпионов. Модрич был включён в символическую сборную из лучших игроков сезона в Лиге чемпионов, а также признан лучшим полузащитником чемпионата Испании в том сезоне. В августе 2014 года Модрич подписал новый контракт с клубом до 2018 года. Перед сезоном 2014/15 «Реал» покинул основной партнёр Луки по полузащите Хаби Алонсо, с этого момента вместе с ним стал играть Тони Кроос, пришедший из немецкой «Баварии». «Реал Мадрид» начал новый сезон с победы в Суперкубке УЕФА над «Севильей». Впоследствии Модрич получил серьёзную травму во время матча за свою сборную против Италии, из-за чего ему пришлось пропустить четыре месяца. В начале февраля 2015 года хорват вернулся на поле, выйдя на замену Сами Хедиры во втором тайме игры с «Шальке 04». 21 апреля в матче против «Малаги» Лука получил ещё одну травму, из-за которой был вынужден пропустить шесть недель. В том сезоне Модрич пропустил около шести месяцев в сумме, в его отсутствие «Реал» выбыл в полуфинале Лиги чемпионов, проиграв «Ювентусу», а в чемпионате Испании одержала победу «Барселона». Отсутствие качественной замены травмированному хорвату считалось одной из основных причин неудач в этих турнирах в сезоне 2014/15. Тем не менее, несмотря на долгое отсутствие, Лука был включён в символическую сборную из лучших игроков 2015 года по версии FIFPro.

#### Три кубка Лиги чемпионов подряд и «Золотой мяч» (2015—2018)

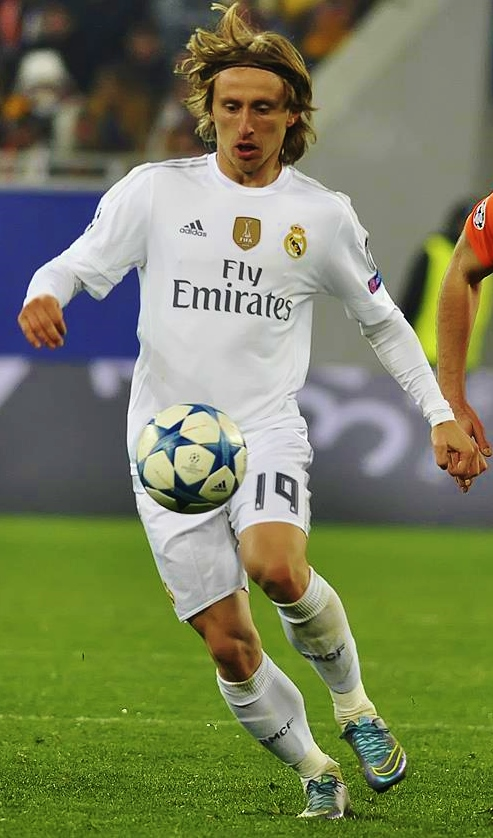
Хорват в матче против донецкого «Шахтёра», ноябрь 2015 года

Летом 2015 года Анчелотти был уволен. Ему на смену был назначен Рафа Бенитес. Новый тренер не смог завоевать доверие игроков мадридской команды. После начальных матчей сезона отрицательными стали и результаты команды, многие игроки оставались недовольны решениями Бенитеса. Давление на тренера росло и после очередного поражения против «Валенсии» он был уволен. Команду возглавил Зинедин Зидан, который был тренером в «Кастилье» и ассистентом у Анчелотти. Зидан считал Модрича одним из ключевых игроков команды, также он стал требовать от него брать больше ответственности на себя, чаще бить по воротам и проявлять лидерские качества. Под руководством французского наставника результаты команды улучшились. Он наладил атмосферу среди игроков, что позволило команде занять вторую строчку в чемпионате Испании. Помимо этого, «Реал Мадрид» вышел в финал Лиги чемпионов, где, как и два года назад, «сливочным» противостоял другой мадридский клуб — «Атлетико». Игра дошла до серии послематчевых пенальти, в ней «Реал» смог одержать победу из-за промаха Хуанфрана, а затем и реализованного решающего удара от Криштиану Роналду. Перед началом сезона 2016/17 команда под руководством Зидана уделяла огромное внимание повышению качества физической подготовки, это было связано с плотным графиком игр во множестве турниров. Этот сезон начался для «Реала» с выигранного Суперкубка УЕФА за счёт победы над «Севильей» 3:2 после дополнительного времени. Впоследствии «сливочные» провели серию матчей без поражений в Примере и Лиге чемпионов, впервые проиграв лишь 15 января 2017 года в игре против той же «Севильи». В сентябре Модрич получил травму в игре против «Эспаньола». Впоследствии оказалось, что из-за этого ему понадобится пропустить около месяца. Вскоре он вернулся на поле и восстановил хорошую форму, а в декабре вместе с командой стал победителем Клубного чемпионата мира, обыграв в финале японский клуб «Касима Антлерс» со счётом 4:2 в дополнительном времени. Модрич получил награду «Серебряный мяч», которая вручается второму лучшему игроку турнира. «Реал» вновь смог выйти в финал Лиги чемпионов, на этот раз испанской команде противостоял «Ювентус». Перед этой игрой «Реал Мадрид» смог победить в чемпионате Испании, обыграв «Малагу» в последнем туре Примеры. Для Модрича этот чемпионский титул стал первым за время его нахождения в Мадриде. В самом финале главного еврокубкового турнира, который проходил 3 июня, «Реал» аналогично одержал победу — 4:1, тем самым во второй раз подряд выиграв Лигу чемпионов, Модрич в этой игре отличился голевой передачей на Роналду.

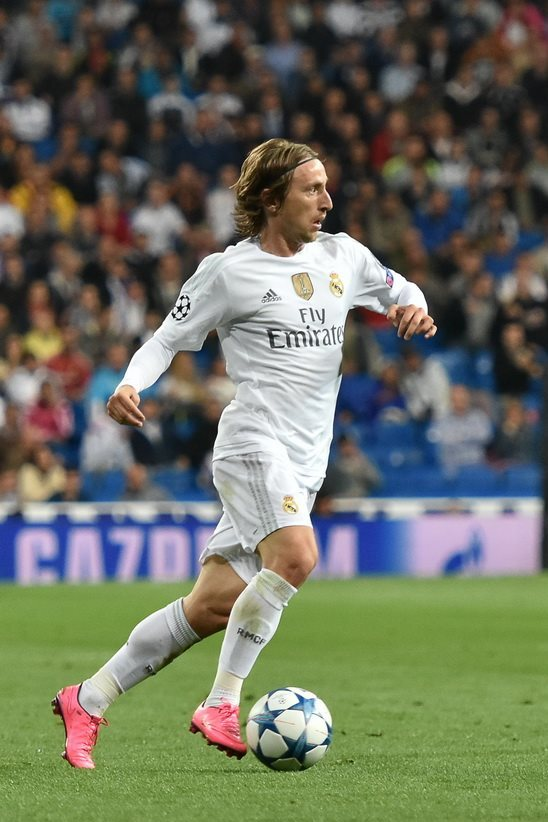
Модрич в матче Лиги чемпионов, сентябрь 2015 года

После ухода Хамеса Родригеса летом 2017 года в «Баварию» Модрич сменил свой номер с 19 на 10. Сезон 2017/18 для «Реала» вновь начался положительно: с победы над «Манчестер Юнайтед» в Суперкубке УЕФА, а также победы в Суперкубке Испании над «Барселоной». Однако первый матч против «сине-гранатовых» Модричу пришлось пропустить из-за двух жёлтых карточек, полученных три года назад в этом соревновании. Тем не менее, в чемпионате Испании «Реал Мадрид» не отличался стабильными результатами. В середине декабря «сливочные» вновь выступили на Клубном чемпионате мира и в итоге во второй раз подряд выиграли этот турнир. На этот раз в финале был обыгран бразильский «Гремио» со счётом 1:0. Модрич был признан лучшим игроком как финала, так и всего турнира в целом. К весенней части сезона «Реал» выбыл как из Кубка Испании, так и из гонки за чемпионский титул. Помимо этого, весной Модрич пропустил месяц из-за травмы. Последним турниром для клуба осталась Лига чемпионов. Обыграв «Пари Сен-Жермен» в матче 1/8 финала, а также «Ювентус» и «Баварию» в 1/4 и 1/2 финала соответственно, мадридский «Реал» вновь смог выйти в финал Лиги чемпионов, четвёртый для этого клуба за пять последних лет. В самом финале против английского «Ливерпуля» благодаря дублю Гарета Бейла «Реал» вновь одержал победу. Мадридский клуб выиграл третий трофей Лиги чемпионов подряд. Спустя несколько дней после окончания этого матча главный тренер команды Зидан объявил о своём уходе из команды. Впоследствии, в результате своих выступлений в этом сезоне за клуб и сборную, Лука стал обладателем награды The Best FIFA Men’s Player и приза лучшему футболисту года в Европе, а в декабре получил и «Золотой мяч», став первым с 2007 года обладателем награды помимо Криштиану Роналду и Лионеля Месси. Модрич стал первым хорватским игроком, получившим все эти награды. Также, согласно сообщениям СМИ, выигрыш «Золотого мяча» активировал в контракте Модрича пункт, продлевающий соглашение с «Реалом» до 2021 года.

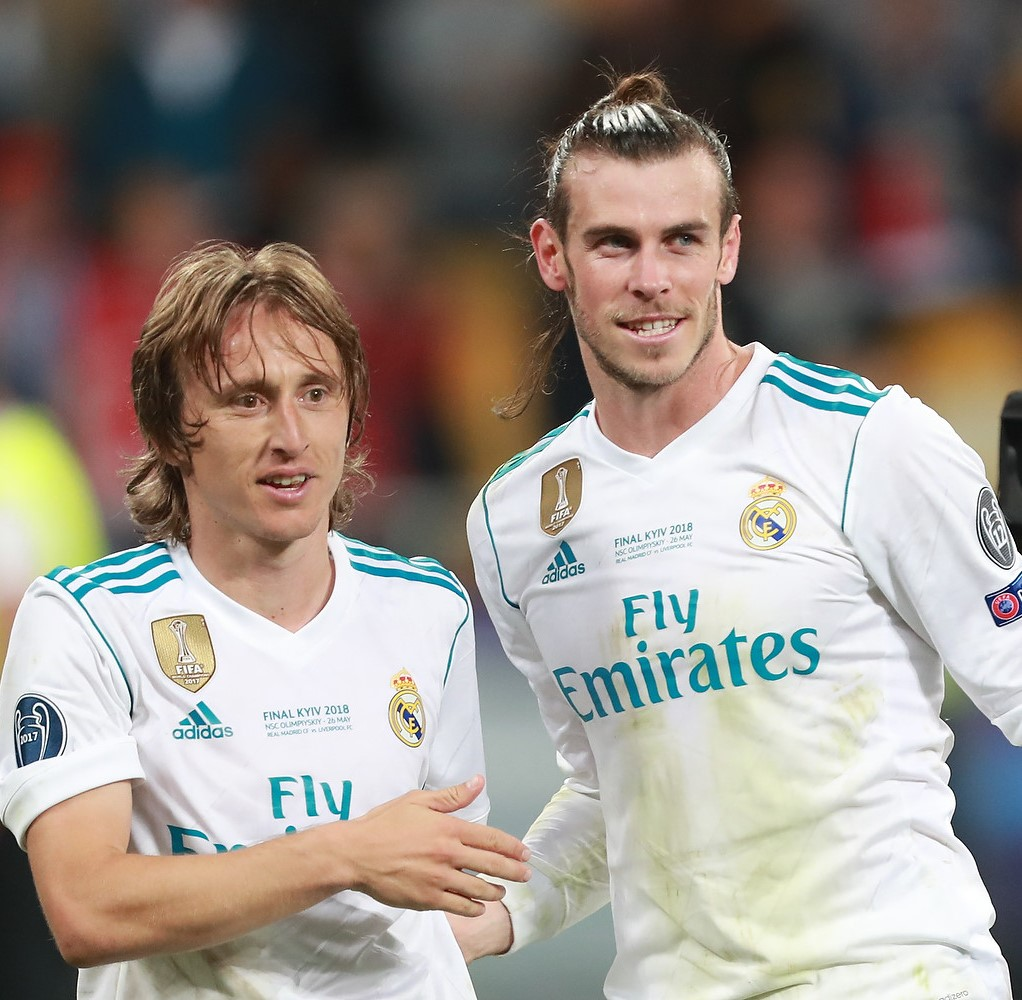
Лука Модрич и Гарет Бейл в финале Лиги чемпионов, 26 мая 2018 года

#### Второй титул чемпиона Испании (2018—2021)
Перед сезоном 2018/19 команду возглавил Юлен Лопетеги, новый тренер с осторожностью использовал Модрича в первых матчах сезона, это было связано с фактическим отсутствием у того предсезонной подготовки из-за прошедшего мундиаля в России. В матче Суперкубка УЕФА против «Атлетико Мадрид» Лука появился на поле во втором тайме, однако не смог спасти свою команду от поражения со счётом 2:4. Осенью Модрич в четвёртый раз был включён в символическую сборную из лучших игроков года по версии FIFPro, а также был признан лучшим плеймейкером года по версии МФФИИС. Уже в октябре Лопетеги был уволен из «Реала» в связи с неудовлетворительными результатами, его сменил Сантьяго Солари. 22 декабря Модрич в составе своей команды в третий раз стал победителем Клубного чемпионата мира, в финальном матче против «Аль-Айна» он забил первый гол своей команды, а также отдал голевую передачу на Рамоса, в результате «Реал» победил 4:1. В январе 2019 года Модрич впервые забил за «Реал Мадрид» в двух матчах подряд, он поразил ворота «Бетиса» и «Севильи». В том же месяце он в третий раз в карьере был включён в состав символической сборной года по версии УЕФА. Впоследствии «Реал Мадрид» выбыл из розыгрышей Кубка Испании, Лиги чемпионов, а также чемпионской гонки в Испании. Несмотря на неудачный сезон, Лука вновь был включён в символическую сборную сезона от FIFPro.
Свой седьмой сезон в мадридском клубе Модрич начал под руководством Зинедина Зидана, который вернулся в «Реал» весной 2019 года. В ноябре Лука получил награду Golden Foot. 8 января 2020 года Модрич забил свой пятый гол в сезоне, который стал для него 100-м в карьере, это случилось в победном матче против «Валенсии» со счётом 3:1. 12 января Лука реализовал свой удар с пенальти в послематчевой серии, а «Реал Мадрид» обыграл «Атлетико» по её итогам и выиграл Суперкубок Испании. После возобновления чемпионата Испании, который был приостановлен из-за пандемии COVID-19, Модрича отмечали как одного из лучших игроков «Реала», несмотря на его большой для футбола возраст. 16 июля Лука отдал голевую передачу на Карима Бензема в матче против «Вильярреала» (2:1), благодаря чему «Реал Мадрид» одержал победу и выиграл чемпионский титул. 21 октября 2020 года Модрич забил свой первый гол в сезоне 2020/21, это произошло в матче Лиги чемпионов с донецким «Шахтёром», который мадридский «Реал» проиграл со счётом 2:3. Благодаря этому голу Лука стал четвёртым игроком в истории клуба после Альфредо Ди Стефано, Ференца Пушкаша и Франсиско Хенто, который забил в этом турнире в возрасте 35 лет и старше. УЕФА впоследствии назвал этот мяч лучшим голом недели в Лиге чемпионов. Три дня спустя забил свой первый мяч в Эль-Класико, отличившись в ворота «Барселоны», и помог мадридцам победить 3:1. 25 мая 2021 года продлил контракт с «Реалом» до лета 2022 года.

#### Возвращение Анчелотти, новые успехи (2021—2024)

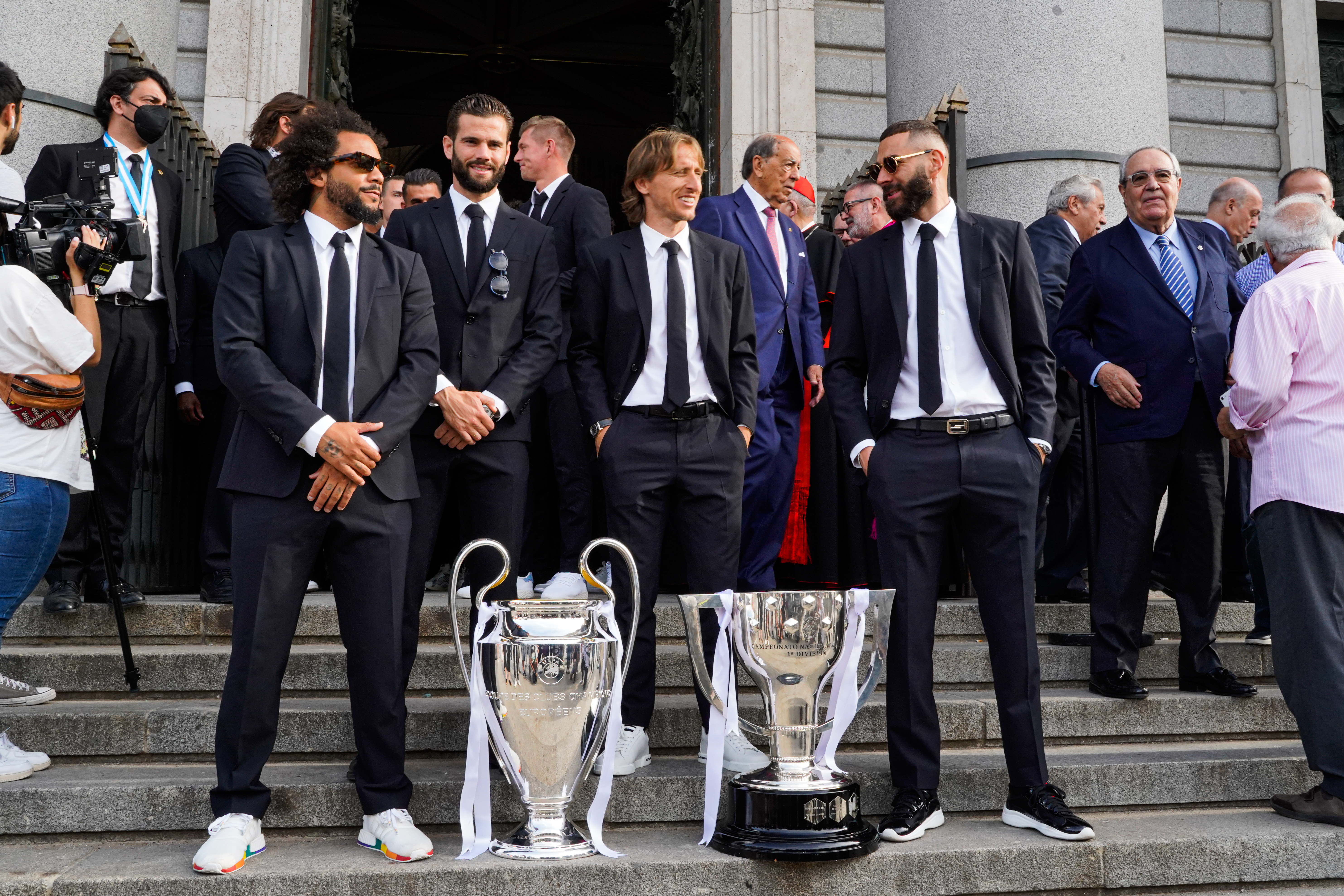
Слева направо: Марсело, Начо, Лука Модрич и Карим Бензема на церемонии вручения трофеев Лиги чемпионов и Ла Лиги перед собором Альмудена в мае 2022 года

Перед началом сезона 2021/22 команду покинул тренер Зидан. Вместо него новым тренером «Реала» стал вернувшийся в Мадрид Карло Анчелотти. 24 октября 2021 года Модрич провёл свой 400-й матч за «Реал», в котором «сливочные» обыграли «Барселону» со счётом 2:1. 30 октября хорват впервые вывел «галактикос» с капитанской повязкой и отдал голевую передачу на Винисиуса, и помог «Реалу» обыграть «Эльче» (2:1). 7 декабря 2021 года провёл свой 100-й матч в Лиге чемпионов против миланского «Интера», котором «сливочные» выиграли со счётом 2:0. 16 января 2022 года открыл счёт в финале Суперкубка Испании в ворота баскского «Атлетика» и был признан лучшим игроком матча (2:0). Таким образом, хорват стал самым возврастным футболистом, забивавшим в этом турнире. 5 марта забил гол отдал голевую передачу в победе над «Реал Сосьедадом» со счётом 4:1. 6 и 12 апреля Модрич ассистировал в обоих матчах четвертьфинала Лиги чемпионов против «Челси», и помог мадридцам победить 5:4. Лука получил высокую оценку за атакующую и защитную игру в обеих играх, а также из-за передачи Родриго тривелой в решающий момент ответного матча, Модрич был назван лучшим игроком матча, а также признан лучшим игроком недели УЕФА. Его ассист на бразильца Алли Маккойст назвал «проходом десятилетия». 30 апреля «Реал» обыграл «Эспаньол» 4:0, благодаря чему мадридисты выиграли свой 35-й чемпионский титул, а Модрич выиграл свой 3-й титул Ла Лиги. 4 мая «Реал Мадрид» обыграл «Манчестер Сити» в ответном полуфинале Лиги чемпионов с общим счётом 6:5. 28 мая в финале Лиги чемпионов мадридцы обыграли «Ливерпуль» 1:0 и хорват выиграл свой пятый титул главного еврокубка. Модрич выиграл свою пятую Лиги чемпионов, и обошёл по этому показателю Лионеля Месси и Серхио Рамоса, а также сравнялся с Криштиану Роналду, Альфредо Ди Стефано и Паоло Мальдини. В шестой раз в карьере Лука был включён в состав команды сезона Лиги чемпионов УЕФА. 8 июня 2022 года продлил контракт с мадридским клубом до июня 2023 года.
20 августа 2022 года хорват забил свой первый мяч в сезоне 2022/23 и отдал голевую передачу на Винисиуса в гостевой победе над «Сельтой» со счётом 4:1. 6 сентября Модрич забил в выездном матче Лиги чемпионов против шотландского «Селтика» (3:0) и стал восьмым игроком в истории «Реала», сыгравшим 100 матчей в главном еврокубке. 11 сентября Лука стал третьим игроком «галактикос», сыгравшим 100 матчей после 35 лет, после Пушкаша и Франсиско Буйо. В феврале 2023 года был включён в команду The Best FIFA Football Awards 2022. 6 мая в финале Кубка Испании «сливочные» обыграли «Осасуну» со счётом 2:1 и Модрич выиграл свой второй трофей в этом турнире. В июне хорват подписал новый контракт с «Реалом» до 2024 года.
Перед началом сезона 2023/24, после отъезда из Мадрида Бензема и Марко Асенсио, Лука был назначен вице-капитаном мадридского клуба, но Модрич потерял место в стартовом составе, из-за конкуренции с такими молодыми игроками, как Федерико Вальверде, Джуд Беллингем, Эдуарду Камавинга, Орельен Чуамени и Дани Себальос. 28 октября провёл свой 500-й матч за «сливочных» в матче Эль-Классико против «Барселоны», в котором также ассистировал Беллингему и помог команде одержать волевую победу 2:1. 27 ноября хорват вышел в стартовом составе в гостевом матче против «Кадиса» (3:0) и тем самым побил рекорд по количеству выступлений за мадридский «Реал» после 35 лет, проведя свой 161-й матч за «галактикос» и побив рекорд Буйо. 30 апреля 2024 года Модрич вышел на замену в первом матче полуфинала Лиги чемпионов против «Баварии» и в возрасте 38 лет и 234 дней побил рекорд самого возрастного игрока испанцев, сыгравшего в этом турнире, опередив Пушкаша на пять дней. 4 мая он стал самым возрастным игроком, сыгравшим в Ла Лиге за «Реал Мадрид» в возрасте 38 лет и 238 дней, побив другой рекорд Пушкаша, в матче с «Кадисом», в котором «галактикос» победили со счётом 3:0. После этой победы хорват завоевал свой четвёртый титул чемпиона Испании в составе «Реала» и сравнялся с Марсело, Каримом Бензема и Начо в качестве самого титулованного игрока клуба, завоевав 25 трофеев. 1 июня в финале Лиги чемпионов мадридский клуб обыграл дортмундскую «Боруссию» со счётом 2:0, благодаря чему Модрич и Начо выиграли свой 26-й титул в составе «Реала». Он также стал первым игроком, выигравшим шесть трофеев главного еврокубка, наряду с Дани Карвахалем, Тони Кроосом и Начо.

#### Капитанская повязка и звание самого титулованного игрока в истории «Реала» (2024—2025)
17 июля 2024 года Лука продлил контракт с «Реалом» до 2025 года и стал капитаном команды после ухода Начо в саудовскую «Аль-Кадисию». 14 августа он завоевал свой пятый трофей Суперкубка УЕФА, победив «Аталанту» со счётом 2:0, и таким образом Модрич стал самым титулованным игроком в истории клуба с 27 титулами. 19 октября он стал самым возрастным игроком, сыгравшим в матче за мадридский «Реал» в гостевой победе над «Сельтой» (2:1), в возрасте 39 лет и 40 дней, превзойдя рекорд Пушкаша, установленный в 1966 году. 3 января 2025 года Модрич провёл 561-й матч за «Реал» и вошёл в десятку игроков с наибольшим количеством матчей в составе «сливочных» за всю историю клуба, выйдя на замену в игре с «Валенсией». 23 февраля открыл счёт на 41-й минуте в матче 25-го тура Примеры против «Жироны», приняв мяч грудью и нанеся удар с лёта правой ногой с расстояния в 25 ярдов (23 метра) до ворот. 22 мая объявил об уходе из «Реала» по окончании сезона. Последней его игрой за клуб стал полуфинальный матч Клубного чемпионата мира против «Пари Сен-Жермен», в котором «сливочные» потерпели поражение со счётом 0:4.

### «Милан»
В июне 2025 года СМИ сообщали о возможных переговорах Модрича с «Миланом», когда он ещё был в мадридском «Реале». 14 июля Лука Модрич официально перешёл в «Милан» на правах свободного агента. Контракт был подписан до 2026-го года с опцией продления ещё на один год. Модрич за «россонери» будет выступать под 14-м номером.

## Карьера в сборной

### Молодёжные сборные
Карьера Луки Модрича в сборной началась с выступлений на молодёжном уровне, он играл за многие молодёжные хорватские сборные. В марте 2001 года он дебютировал в составе сборной до 15 лет, которую тренировал Мартин Новоселац, но закрепить за собой место основного игрока сборной ему не удалось, он сделал это лишь когда укрепился в физическом отношении в команде до 18 лет. Новоселац впоследствии считал его образцом для всех молодых игроков, потому что его успех является результатом не только таланта, но и серьёзных усилий, а также работы над собой.

### Основная сборная

#### Дебют и первые крупные турниры (2006—2008)
1 марта 2006 года в товарищеском матче против Аргентины Модрич впервые дебютировал в основном составе своей команды, Хорватия выиграла 3:2. Лука принял участие в финальной части чемпионата мира 2006 года, он появился на поле два раза, в обоих случаях выйдя на замену по ходу игры. Это произошло в матчах группового этапа против Японии и Австралии. С назначением нового тренера Славена Билича Модрич получил большее признание на международном уровне. Во время отборочного турнира к чемпионату Европы 2008 года болельщики требовали перемен в сборной после неудачного чемпионата мира. Билич, ранее тренировавший молодёжную сборную, освежил состав и дал шанс многим молодым игрокам, в том числе и Луке. Он забил свой первый гол за сборную в матче против Италии 16 августа 2006 года, игра завершилась с победным для хорватов счётом 2:0. Модрич подавал много надежд, его часто называли «хорватским Кройфом».

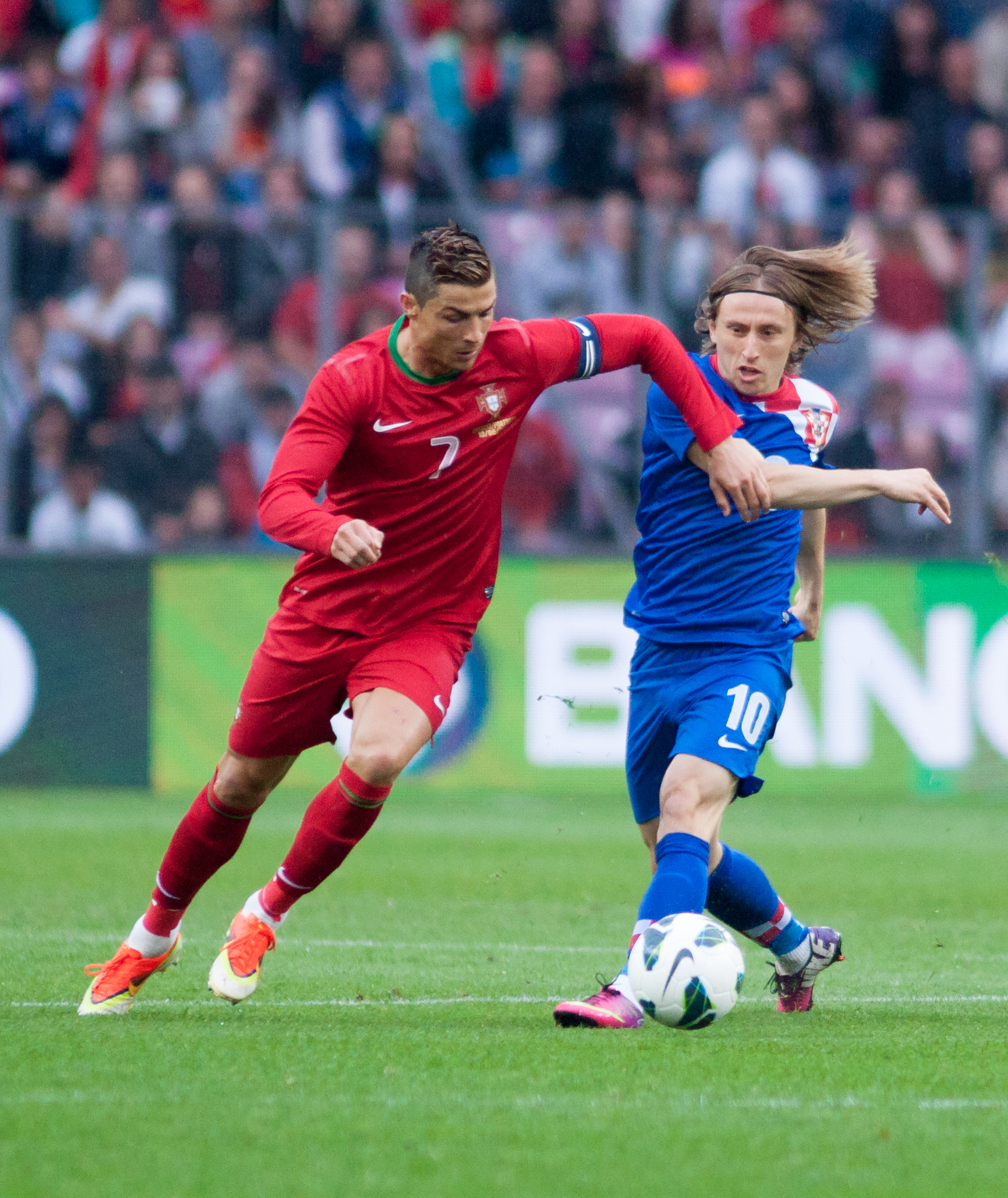
Лука Модрич и Криштиану Роналду в товарищеском матче против сборной Португалии, 10 июня 2013 года

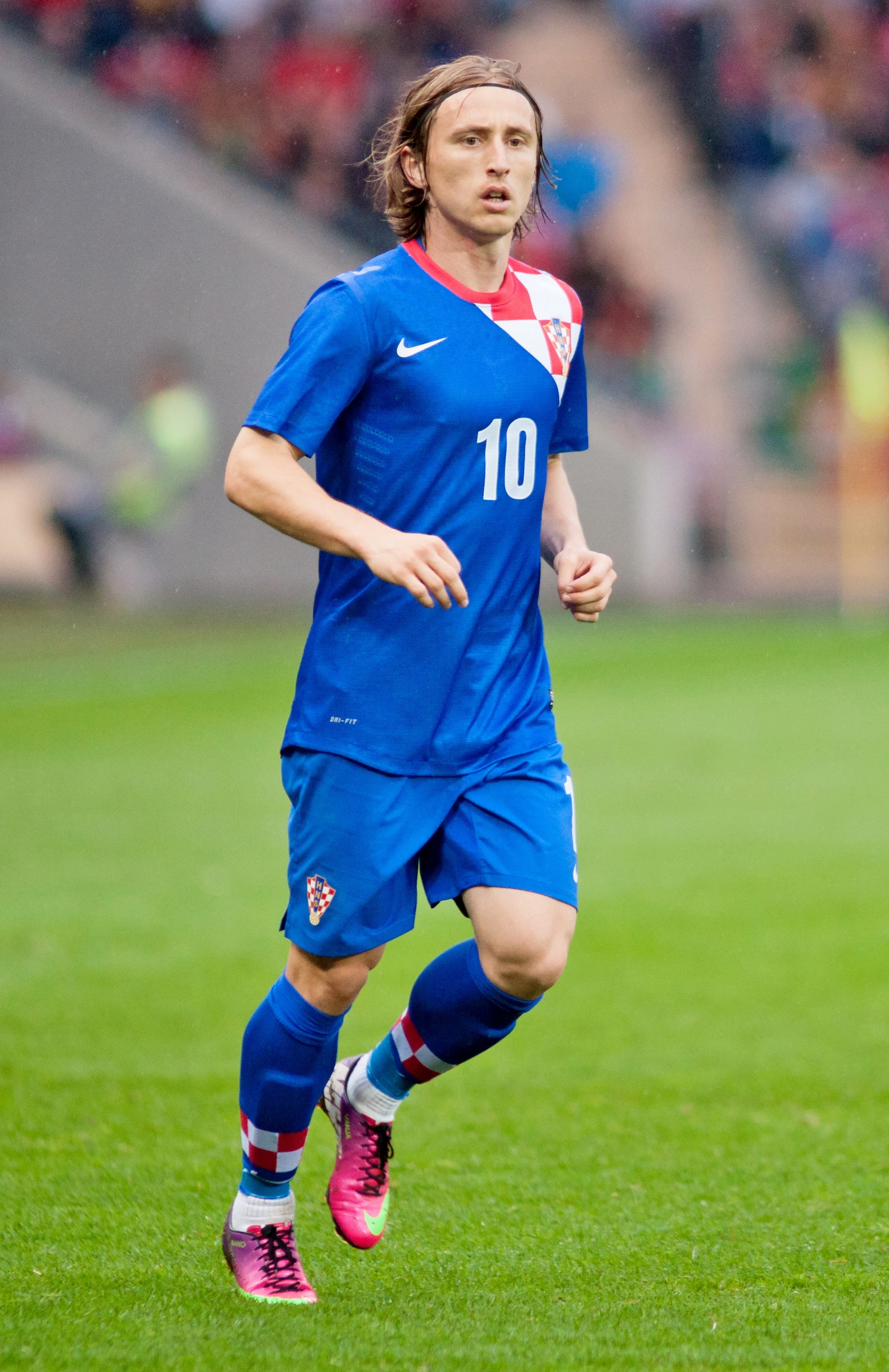
Модрич в составе сборной Хорватии, июнь 2013 года

Из-за уверенно пройденной квалификации на Евро-2008 от сборной Хорватии ожидали продолжения положительных результатов и на самом турнире. Однако перед чемпионатом Европы получил травму основной нападающий хорватской команды Эдуардо, который стал лучшим бомбардиром отборочного этапа. На самом турнире Модрич вышел в составе своей команды в первом же матче против сборной Австрии, в нём ему удалось реализовать удар с пенальти в самом начале игры, благодаря чему встреча завершилась победой хорватской команды с минимальным счётом. В следующем матче против Германии Хорватия вновь победила, а Лука был назван лучшим игроком матча. В четвертьфинальном матче против Турции Модрич воспользовался ошибкой голкипера турецкой команды Рюштю Речбера и отдал голевую передачу на Ивана Класнича, однако вскоре счёт вновь стал равным благодаря голу Семиха Шентюрка. В последовавшей серии пенальти Лука пробил мимо ворот, Турция выиграла серию пенальти со счётом 3:1. По окончании турнира Модрич был включён в символическую сборную из его лучших игроков по версии УЕФА, он стал вторым хорватом после Давора Шукера, который был удостоен подобной чести.

#### Последующая борьба (2008—2016)
В отборочных матчах ЧМ-2010 Модрич забил три гола: в ворота Казахстана, Андорры и Украины. Хорватской сборной не удалось пройти квалификацию. Команда заняла третье место, отстав на одно очко от Украины, занявшей второе место. В матчах отборочного турнира Евро-2012 Хорватия показывала нестабильные выступления, из-за чего вновь могла пропустить крупный турнир. Под угрозой было место главного тренера Билича, однако в итоге он не был уволен и ситуация смогла стабилизироваться, в результате чего сборная Хорватии смогла пройти на турнир. На нём Модрич вышел на поле во всех трёх матчах группового этапа против Ирландии, Италии и Испании, однако Хорватия не смогла выйти в плей-офф. До стадии полуфинала английская газета The Daily Telegraph включила Модрича в свою символическую сборную из лучших игроков турнира. После турнира Билич покинул сборную. Впоследствии её возглавил Нико Ковач. После стыковых матчей Хорватия прошла на ЧМ-2014. Хорваты попали в группу с Бразилией, Камеруном и Мексикой. В первом матче против Бразилии хорватская сборная проиграла со счётом 1:3, а Модрич получил небольшую травму стопы. Во втором матче Хорватия выиграла у Камеруна 4:0, однако после проигрыша Мексике 1:3 не смогла выйти в плей-офф, несмотря на большие ожидания от хорватской прессы и общественности. Впоследствии сам Модрич назвал своё выступление в Бразилии самым невыразительным за время карьеры в сборной.

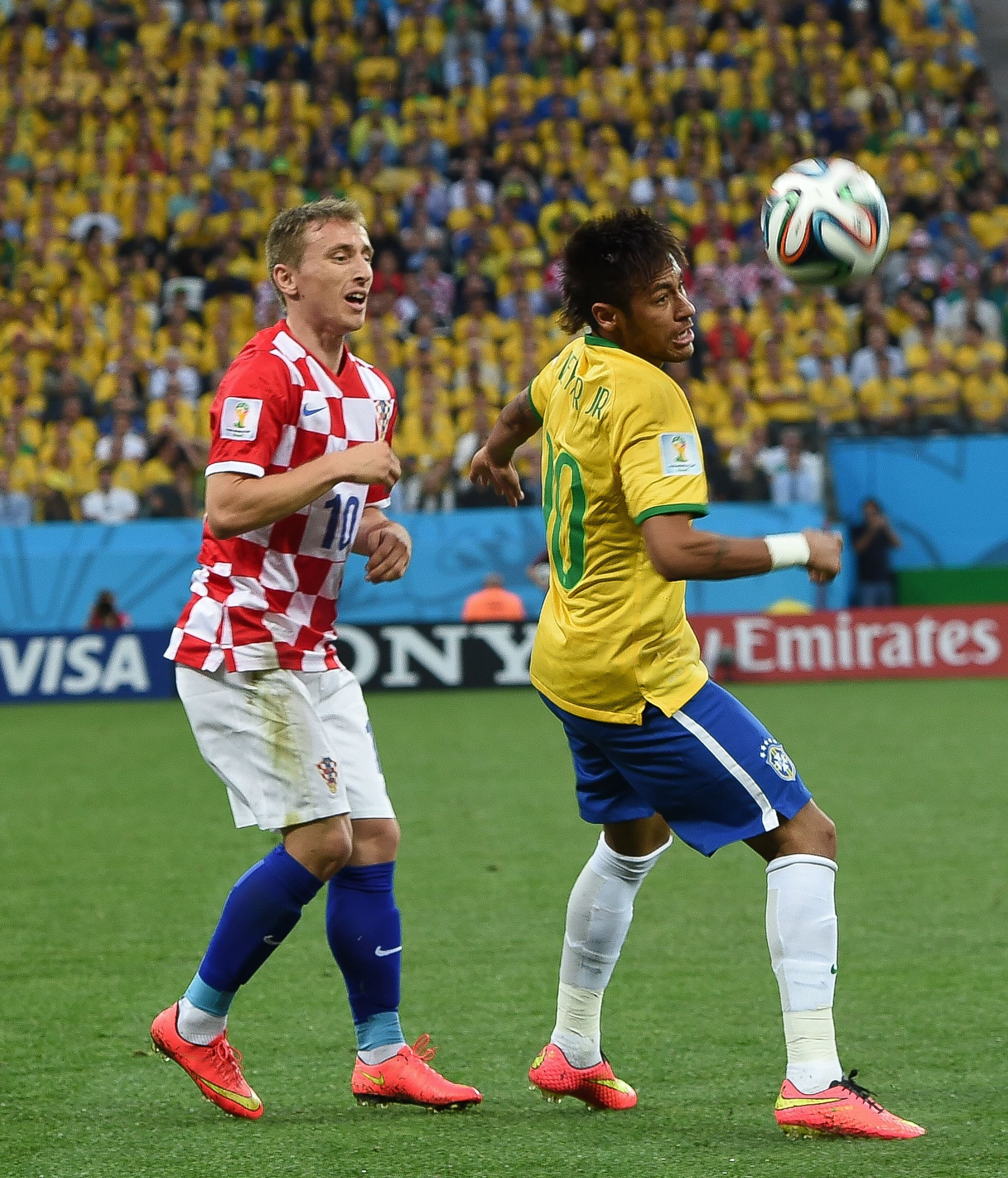
Лука Модрич и игрок сборной Бразилии Неймар на ЧМ-2014

#### Капитанская повязка и серебро ЧМ-2018 (2016—2018)
В отборочном турнире к Евро-2016 Модрич забил свой первый гол за сборную за три последних года, он сделал это в день своего рождения в игре против Мальты. Спустя месяц он реализовал пенальти в матче против Азербайджана. 3 марта 2015 года Модрич впервые вышел на поле в качестве капитана хорватской сборной, так как официальный капитан команды Дарио Срна не мог принять участия в матче, это произошло в следующей игре с Азербайджаном. В первом матче группового этапа на самом чемпионате Европы против Турции Лука забил победный гол. Таким образом, он стал первым хорватом, забившим в финальной части двух отдельных чемпионатов Европы; перед этим он забил в ворота сборной Австрии в 2008 году. Модрич был вынужден пропустить решающий матч против Испании 21 июня из-за мышечной травмы. Тем не менее, Хорватия одержала победу и вышла в финальный этап турнира, однако уже в матче 1/8 финала против Португалии потерпела поражение с минимальным счётом после забитого гола в дополнительное время от Рикарду Куарежмы.
В период квалификации на чемпионат мира 2018 года Модрич стал новым капитаном сборной Хорватии после ухода Срны из команды. Отборочный турнир начался для хорватов положительно, однако после поражений от Исландии, Турции, а также ничьей с Финляндией Хорватия поставила под угрозу свои шансы на итоговую квалификацию на предстоящий турнир. При этом матч против финнов стал для Луки 100-м в составе сборной Хорватии. Перед финальной игрой отборочного турнира главного тренера сборной Анте Чачича заменил Златко Далич. Под руководством нового тренера Хорватия смогла обыграть сборную Украины и выйти в стыковые матчи. В одной из двух игр против Греции Модрич реализовал удар с пенальти, чем помог своей команде победить со счётом 4:1 и пройти на мундиаль.

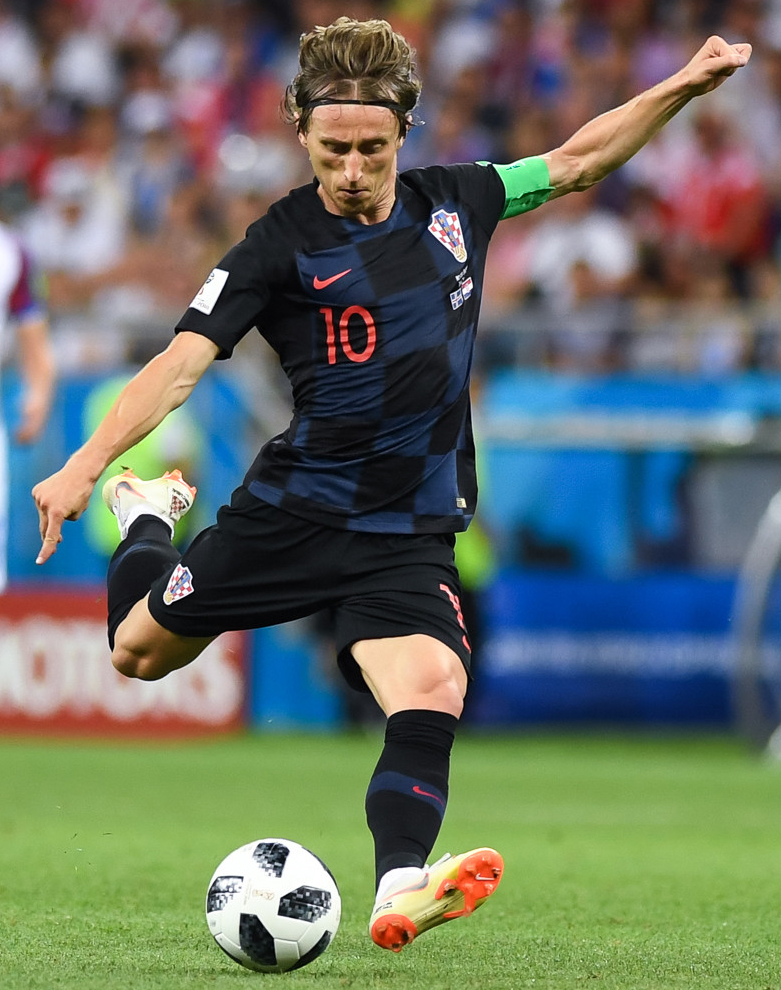
Модрич на чемпионате мира 2018 года в России

Хорватия попала в группу со сборными Нигерии, Аргентины и Исландии. В первой игре против Нигерии Модрич вновь забил гол с пенальти, а также был назван лучшим игроком того матча. Во втором матче хорватской сборной на стадии группового этапа против Аргентины Лука вновь забил гол, благодаря чему Хорватия одержала победу со счётом 3:0. Модрич вновь был назван лучшим игроком встречи. В последнем матче группового этапа против Исландии хорватская команда вновь одержала победу, после чего FourFourTwo, The Daily Telegraph и ESPN назвали Модрича лучшим игроком группового этапа ЧМ-2018. В 1/8 финала против Дании 1 июля при счёте 1:1 Модрич создал голевой момент для Анте Ребича во второй половине дополнительного времени, однако был сбит в штрафной площади. Судья назначил пенальти, который должен был исполнить именно Модрич, однако его удар отразил вратарь Каспер Шмейхель. Тем не менее, Модричу удалось реализовать свой удар в серии послематчевых пенальти, а Хорватия вышла в следующий раунд. В четвертьфинале против сборной России 7 июля Лука отдал голевую передачу на Домагоя Виду с углового удара в дополнительном времени игры и вновь реализовал свой удар в серии послематчевых пенальти. Модрич был назван лучшим игроком матча в третий раз на этом турнире. В полуфинале против Англии 11 июля Хорватия снова победила и впервые в своей истории вышла в финал чемпионата мира. 15 июля, несмотря на проигрыш в финале сборной Франции со счётом 2:4, Модрич был признан лучшим игроком турнира и награждён «Золотым мячом» чемпионата мира. Также он был включён в символическую сборную из лучших игроков ЧМ-2018.

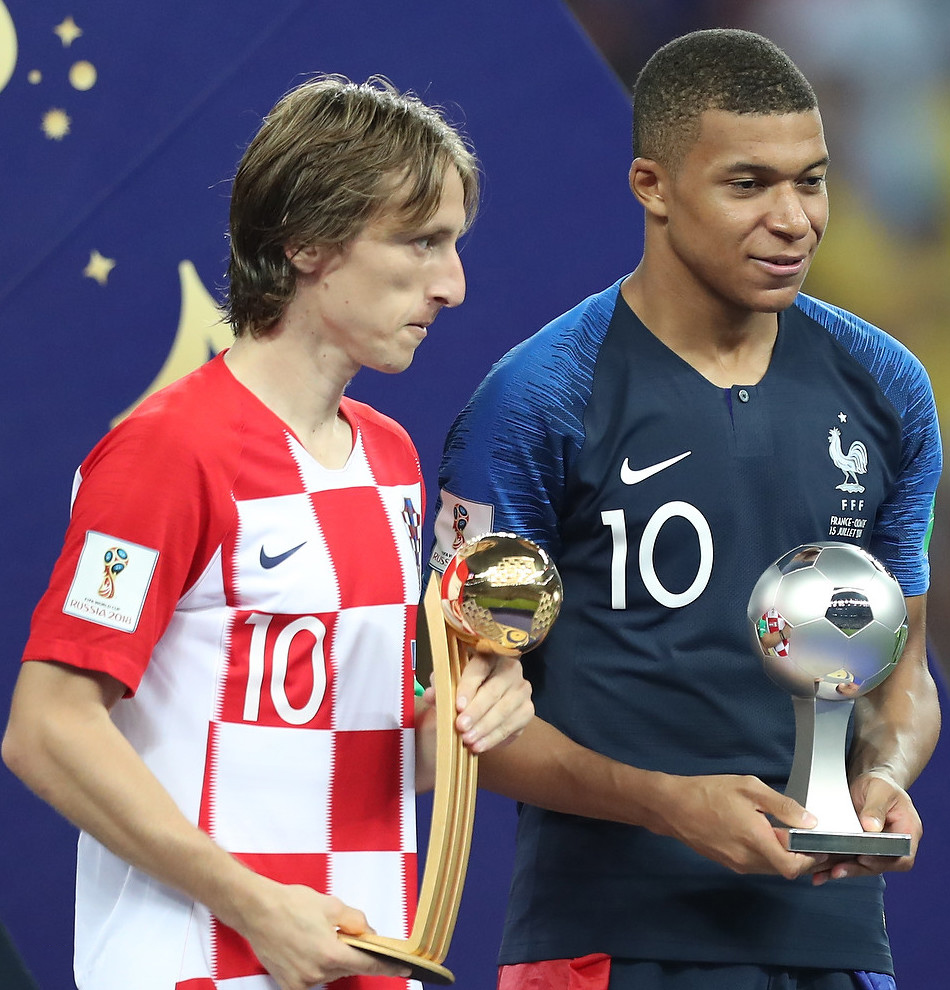
Модрич получает награду лучшего игрока ЧМ-2018

Модрич принял участие во всех матчах группового этапа Лиги наций УЕФА 2018/19, однако Хорватия заняла последнее место в своей группе.

#### Евро 2020 и третье место на ЧМ-2022 (2019—2022)
Во время отборочных матчей на Евро-2020 Модрич забил два гола. Первый — с пенальти в ничейном матче (1:1) с Азербайджаном, второй — в победной игре против Венгрии, Хорватия в итоге выиграла группу и прошла квалификацию на турнир. Тем не менее, из-за пандемии COVID-19 чемпионат Европы был отложен на один год. В марте 2021 года Модрич провёл свой 135-й матч за сборную и обошёл Дарио Срну по этому показателю, благодаря чему стал рекордсменом команды.
17 мая 2021 года Лука вошёл в окончательную заявку сборной Хорватии на Евро-2020. Несмотря на неудачные выступления Хорватии в первых двух матчах группового этапа, Модрич был стал игроком матча во втором из них — ничьей с Чехией 1:1 18 июня. Четыре дня спустя в заключительном матче группы против сборной Шотландии забил гол и отдал голевую передачу на Ивана Перишича, и помог хорватам выиграть 3:1 и пройти в плей-офф. Благодаря голу Модрич стал самым возрастным бомбардиром Хорватии на чемпионатах Европы (35 лет и 286 дней), одновременно удерживая рекорд самого молодого бомбардира, который он установил в 2008 году. 28 июня в матче 1/8 финала хорватская сборная проиграла испанцам со счётом 3:5 и покинула турнир.
Во время отборочного турнира к чемпионату мира 2022 года Модрич забил трижды и дважды ассистировал в семи играх. 13 июня 2022 года хорват забил пенальти в гостевой победе над Францией со счётом 1:0 в Лиге наций УЕФА 2022/23, что стало первой победой Хорватии над этой страной в истории. 25 сентября забил гол в последнем матче группы в победе над Австрией со счётом 3:1, благодаря чему команда вышла в финальную стадию Лиги наций УЕФА 2023 года.

## Характеристика игрока
«Он не только очень трудолюбив, но и обладает хорошим умом и обеспечивает спокойствие и хладнокровие в полузащите. Его пас был аккуратным, а его вклад — выдающимся. Он не только выигрывал мяч, но и хорошо пасовал. Мы считаем, что он был очень влиятельным. Он не просто много работал, он заставлял других людей играть хорошо вокруг него»
Лука Модрич — миниатюрный полузащитник, он считается быстрым и креативным плеймейкером, способным изменить ход игры своими передачами. Способен с одинаковой эффективностью использовать обе ноги при игре с мячом, также он отличается быстротой принятия решений. Обычно именно Модрич является одним из тех игроков, которые задают темп игры. Лука также известен своими навыками дриблинга.
В начале карьеры Модрич играл на позиции атакующего полузащитника, однако после перехода в «Тоттенхэм» он стал использоваться в роли центрального полузащитника в качестве глубокого плеймейкера (реджисты), который управляет игрой и создаёт моменты для партнёров по команде из глубины. Впоследствии сам Модрич признал, что смена позиции позволила ему научиться лучше «читать игру» и проявить всю свою креативность. Помимо прочего, Лука является трудолюбивым игроком, который часто отходит назад и приносит пользу команде в оборонительных действиях, что делает его универсальным игроком, способным сыграть на нескольких позициях в полузащите. В мадридском «Реале» Модрич выходил на поле и в атаке, и в центре, и ближе к обороне в зависимости от тактики. В сезоне 2012/13 он выступал рядом с Хаби Алонсо как классический глубокий плеймейкер, творческий потенциал которого был необходим, чтобы позволить команде пройти оборону соперника. В первой половине сезона 2013/14, когда он сформировал эффективное партнёрство в центре полузащиты с Алонсо и Анхелем Ди Марией, Модрич сделал больше отборов мяча (56), чем любой другой игрок «Реала» в Ла Лиге, он также выполнил наибольшее количество передач (878) на половине поля соперника среди всех игроков «Реала» с самой высокой их точностью в чемпионате Испании (90 %).

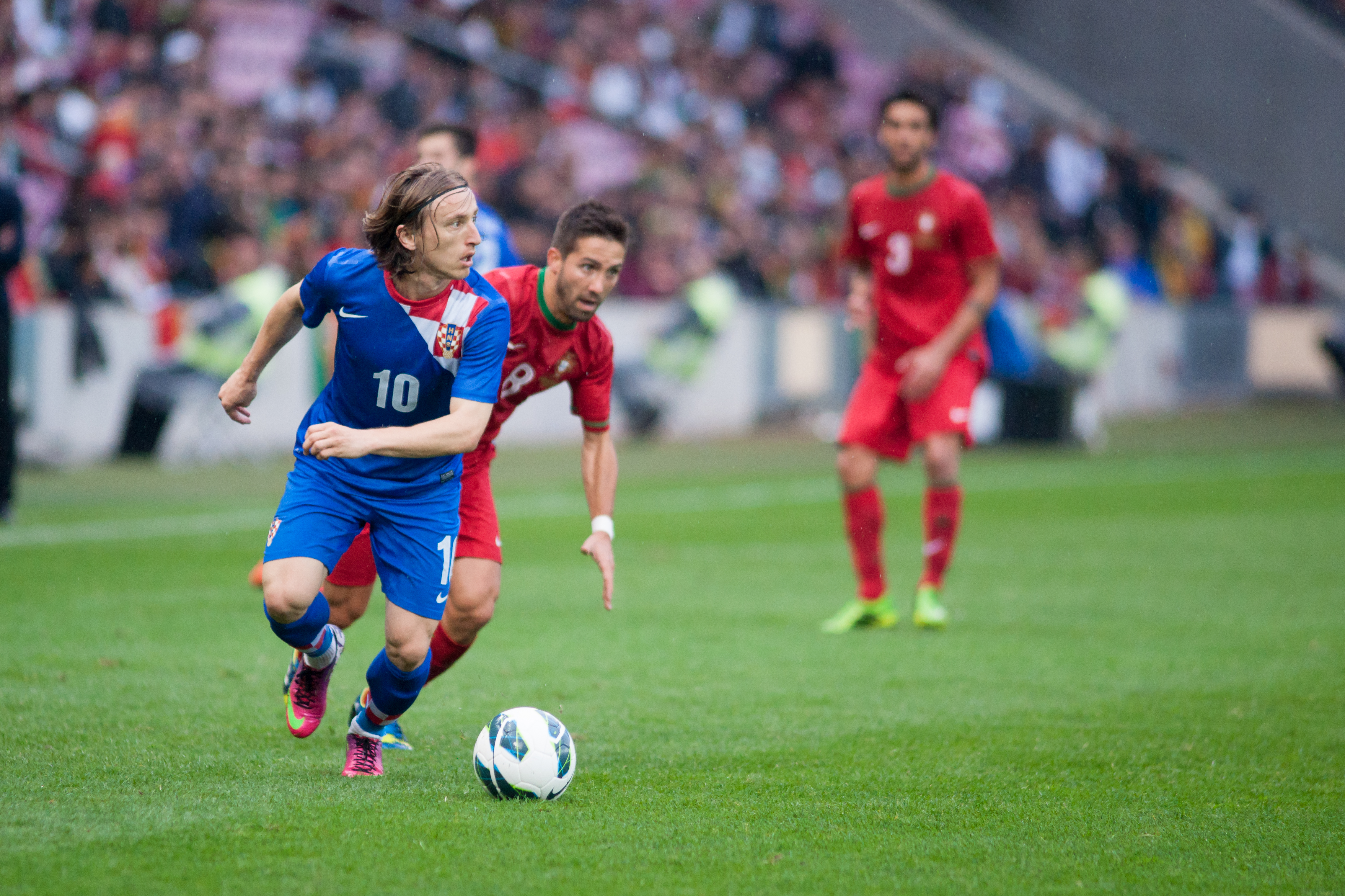
Модрич считается самым универсальным и важным игроком национальной команды, его технические способности высоко оцениваются как игроками, так и тренерами

Модрич широко известен как один из самых разносторонних и эффективных полузащитников в мире. Йохан Кройф однажды сказал, что качество и влияние Модрича на игру зависят от свободы, которую он получает. Пол Скоулз, несколько раз сам игравший против Модрича, в 2011 году в интервью газете Manchester Evening News на вопрос о том, кого бы стоило приобрести «Манчестер Юнайтед»: Модрича, Самира Насри или Уэсли Снейдера — ответил: «Из троих Модрич был тем, кто произвёл наибольшее впечатление, всякий раз, когда мы играли с „Тоттенхэмом“, он выделялся». В 2014 году Зинедин Зидан включил Модрича в символическую команду из лучших по его мнению игроков на тот момент, а в январе 2016 года в личном общении с Модричем он сказал ему, что видит в Луке игрока, который впоследствии может выиграть «Золотой мяч». В 2017 году Андрей Шевченко заявил, что считает Модрича одним из величайших полузащитников в истории. В 2018 году Дженнаро Гаттузо сказал, что ему хотелось бы сыграть с Модричем, а также назвал его «невероятным игроком, который силён и с моральной стороны». Роберт Просинечки, Иван Ракитич и Давор Шукер высказывали мысли о том, что Модрич является лучшим хорватским футболистом в истории. Предраг Миятович назвал его лучшим футболистом в истории Балканского полуострова. В 2012 году Карло Анчелотти высоко оценил универсальность Модрича как полузащитника. Алекс Фергюсон аналогично высказывался о Модриче в положительном плане, в своей автобиографии он даже написал, что хотел оформить его переход в «Манчестер Юнайтед», однако сделать это в итоге не удалось. Славен Билич однажды сказал, что Модрич «является игроком, который делает других лучше, все получают выгоду от того, что он в команде. Он не эгоистичен, он играет за команду». Пеп Гвардиола и Свен-Ёран Эрикссон тоже высоко оценивали игру хорвата.

## Личная жизнь
Модрич женат на Ване Боснич, они познакомились в 2004 году, а в мае 2010 года состоялась их свадьба. В июне того же года у пары родился сын — Ивано. В апреле 2013 года в семье Модрича появился ещё один ребёнок — дочь Эма. В октябре 2017 года родилась ещё одна дочь — София. Вне футбола Лука обычно старается вести себя сдержанно, не привлекая серьёзного внимания к своей личной жизни. Помимо родного хорватского, Модрич также говорит на английском и испанском. Является католиком. В конце 2019 года Модрич выпустил автобиографию, которая была написана в соавторстве с хорватским журналистом Робертом Маттеони. Помимо прочего, Лука является двоюродным братом австралийского футболиста хорватского происхождения Марка Видуки.
В 2018 году в ходе судебного разбирательства по делу о хищении средств и уклонении от уплаты налогов против бывшего руководителя загребского «Динамо» Здравко Мамича Модрич был вызван в качестве свидетеля. Это было связано с его трансфером из «Динамо» в «Тоттенхэм» в 2008 году. В процессе разбирательств выяснилось, что загребское «Динамо» выплатило лично Модричу часть полученных средств за трансфер, чтобы тот разделил их с Мамичем. Мамич подписывал с молодыми игроками клуба контракты, по которым они обязаны были совершать подобные финансовые махинации. В процессе разбирательств Модрич менял свои показания, из-за чего ему было предъявлено обвинение в клевете. Сначала он признал обвинения в махинациях с Мамичем, однако затем отказался подтверждать свои заявления. Часть хорватской общественности, разочарованная коррупцией в хорватском футболе, восприняла предполагаемое лжесвидетельство как попытку защитить Мамича, в связи с чем стала критиковать Модрича. Впоследствии с Луки сняли все обвинения.

## Достижения

### Командные
«Динамо» Загреб
- Чемпион Хорватии (3): 2005/06, 2006/07, 2007/08
- Обладатель Кубка Хорватии (2): 2006/07, 2007/08
- Обладатель Суперкубка Хорватии: 2006

«Реал Мадрид»
- Чемпион Испании (4): 2016/17, 2019/20, 2021/22, 2023/24
- Обладатель Кубка Испании (2): 2013/14, 2022/23
- Обладатель Суперкубка Испании (5): 2012, 2017, 2020, 2022, 2024
- Победитель Лиги чемпионов УЕФА (6): 2013/14, 2015/16, 2016/17, 2017/18, 2021/22, 2023/24
- Обладатель Суперкубка УЕФА (5): 2014, 2016, 2017, 2022, 2024
- Победитель Клубного чемпионата мира (5): 2014, 2016, 2017, 2018, 2022
- Обладатель Межконтинентального кубка: 2024

Сборная Хорватии
- Серебряный призёр чемпионата мира 2018
- Бронзовый призёр чемпионата мира 2022
- Серебряный призёр Лиги наций УЕФА: 2022/23
- Обладатель Международного футбольного кубка ACUD: 2024[англ.]

### Личные

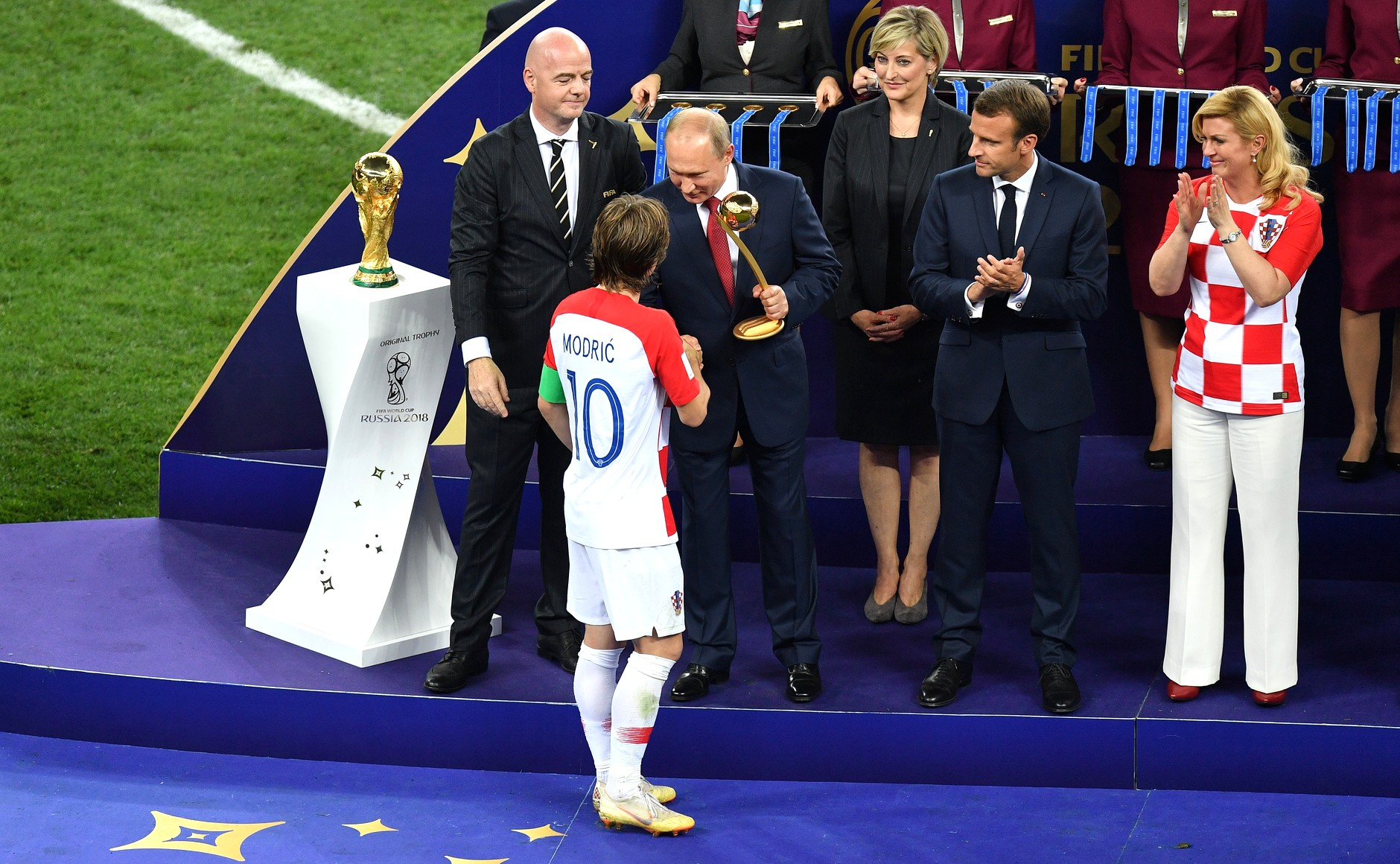
Лука Модрич получает награду лучшему игроку чемпионата мира 2018 года из рук президента России Владимира Путина

- Обладатель «Золотого мяча» по версии France Football: 2018
- Лучший футболист Хорватии (13): 2007, 2008, 2011, 2014, 2016, 2017, 2018, 2019, 2020, 2021, 2022, 2023, 2024
- Входит в символическую сборную чемпионата Европы 2008 года по версии ФИФА
- Обладатель звания лучшего полузащитника чемпионата Испании (2): 2013/14[329], 2015/16[330]
- Входит в символическую сборную Лиги чемпионов УЕФА (6): 2013/14[92], 2015/16[331], 2016/17[332], 2017/18[333], 2020/21, 2021/22
- Входит в состав символической сборной сезона по версии ESM (2): 2021/22[334]
- Обладатель «Золотого мяча» чемпионата мира: 2018[259]
- Обладатель «Бронзового мяча» чемпионата мира: 2022
- Обладатель «Золотого мяча» Клубного чемпионата мира: 2017[335]
- Обладатель «Серебряного мяча» Клубного чемпионата мира: 2016[336]
- Входит в символическую сборную года по версии FIFPro (6): 2015[105], 2016[337], 2017[338], 2018[132], 2019[141], 2022[339]
- Входит в символическую команду года по версии УЕФА (3): 2016[340], 2017[341], 2018[138]
- Обладатель звания лучшего полузащитника сезона Лиги чемпионов УЕФА (2): 2016/17[342], 2017/18[343]
- Входит в состав символической сборной чемпионата мира: 2018[344]
- Лучший футболист года в Европе по версии УЕФА: 2018[125]
- Обладатель награды The Best FIFA Men’s Player: 2018
- Лучший плеймейкер года по версии IFFHS: 2018[133]
- Обладатель премии Golden Foot: 2019[144]
- Включён в команду десятилетия Европы по версии МФФИИС: 2011—2020[345]
- Включён в команду десятилетия мира по версии МФФИИС: 2011—2020[346]

### Государственные награды
- Орден Князя Бранимира: 2018[347]
- Почётный гражданин города Задар: 2018[348]

## Статистика выступлений

### Клубная
| Выступление       | Выступление      | Выступление      | Чемпионат | Чемпионат | Кубки | Кубки | Прочие | Прочие | Итого | Итого |
| Клуб              | Лига             | Сезон            | Игры      | Голы      | Игры  | Голы  | Игры   | Голы   | Игры  | Голы  |
| ----------------- | ---------------- | ---------------- | --------- | --------- | ----- | ----- | ------ | ------ | ----- | ----- |
| → Зриньски        | Премьер-лига     | 2003/04          | 22        | 8         | 0     | 0     | 0      | 0      | 22    | 8     |
| → Зриньски        | Итого            | Итого            | 22        | 8         | 0     | 0     | 0      | 0      | 22    | 8     |
| → Интер Запрешич  | Первая лига      | 2004/05          | 18        | 4         | 0     | 0     | 0      | 0      | 18    | 4     |
| → Интер Запрешич  | Итого            | Итого            | 18        | 4         | 0     | 0     | 0      | 0      | 18    | 4     |
| Динамо Загреб     | Первая лига      | 2004/05          | 7         | 0         | 1     | 0     | 0      | 0      | 8     | 0     |
| Динамо Загреб     | Первая лига      | 2005/06          | 32        | 7         | 1     | 0     | 0      | 0      | 33    | 7     |
| Динамо Загреб     | Первая лига      | 2006/07          | 30        | 6         | 7     | 1     | 6      | 0      | 43    | 7     |
| Динамо Загреб     | Первая лига      | 2007/08          | 25        | 13        | 8     | 1     | 12     | 3      | 45    | 17    |
| Динамо Загреб     | Итого            | Итого            | 94        | 26        | 17    | 2     | 18     | 3      | 129   | 31    |
| Тоттенхэм Хотспур | Премьер-лига     | 2008/09          | 34        | 3         | 6     | 1     | 4      | 1      | 44    | 5     |
| Тоттенхэм Хотспур | Премьер-лига     | 2009/10          | 25        | 3         | 7     | 0     | 0      | 0      | 32    | 3     |
| Тоттенхэм Хотспур | Премьер-лига     | 2010/11          | 32        | 3         | 2     | 0     | 9      | 1      | 43    | 4     |
| Тоттенхэм Хотспур | Премьер-лига     | 2011/12          | 36        | 4         | 3     | 0     | 2      | 1      | 41    | 5     |
| Тоттенхэм Хотспур | Итого            | Итого            | 127       | 13        | 18    | 1     | 15     | 3      | 160   | 17    |
| Реал Мадрид       | Примера          | 2012/13          | 33        | 3         | 9     | 0     | 11     | 1      | 53    | 4     |
| Реал Мадрид       | Примера          | 2013/14          | 34        | 1         | 6     | 0     | 11     | 1      | 51    | 2     |
| Реал Мадрид       | Примера          | 2014/15          | 16        | 1         | 2     | 0     | 7      | 0      | 25    | 1     |
| Реал Мадрид       | Примера          | 2015/16          | 32        | 2         | 0     | 0     | 12     | 1      | 44    | 3     |
| Реал Мадрид       | Примера          | 2016/17          | 25        | 1         | 2     | 0     | 14     | 0      | 41    | 1     |
| Реал Мадрид       | Примера          | 2017/18          | 26        | 1         | 3     | 0     | 14     | 1      | 43    | 2     |
| Реал Мадрид       | Примера          | 2018/19          | 34        | 3         | 3     | 0     | 9      | 1      | 46    | 4     |
| Реал Мадрид       | Примера          | 2019/20          | 31        | 3         | 3     | 1     | 6      | 1      | 40    | 5     |
| Реал Мадрид       | Примера          | 2020/21          | 35        | 5         | 1     | 0     | 12     | 1      | 48    | 6     |
| Реал Мадрид       | Примера          | 2021/22          | 28        | 2         | 4     | 1     | 13     | 0      | 45    | 3     |
| Реал Мадрид       | Примера          | 2022/23          | 33        | 4         | 6     | 0     | 13     | 2      | 52    | 6     |
| Реал Мадрид       | Примера          | 2023/24          | 32        | 2         | 3     | 0     | 11     | 0      | 46    | 2     |
| Реал Мадрид       | Примера          | 2024/25          | 35        | 2         | 6     | 2     | 16     | 0      | 57    | 4     |
| Реал Мадрид       | Итого            | Итого            | 394       | 30        | 48    | 4     | 149    | 9      | 591   | 43    |
| Всего за карьеру  | Всего за карьеру | Всего за карьеру | 655       | 81        | 83    | 7     | 182    | 15     | 920   | 103   |

1. ↑  Кубок Хорватии, Суперкубок Хорватии, Кубок Англии, Кубок Футбольной лиги, Кубок Испании, Суперкубок Испании.
2. ↑  Лига чемпионов УЕФА, Лига Европы УЕФА, Суперкубок УЕФА, Клубный чемпионат мира.

### Статистика за сборную
| Сборная  | Год   | Матчи | Голы |
| -------- | ----- | ----- | ---- |
| Хорватия | 2006  | 12    | 2    |
| Хорватия | 2007  | 10    | 1    |
| Хорватия | 2008  | 11    | 3    |
| Хорватия | 2009  | 3     | 1    |
| Хорватия | 2010  | 8     | 0    |
| Хорватия | 2011  | 9     | 1    |
| Хорватия | 2012  | 9     | 0    |
| Хорватия | 2013  | 10    | 0    |
| Хорватия | 2014  | 11    | 2    |
| Хорватия | 2015  | 4     | 0    |
| Хорватия | 2016  | 8     | 1    |
| Хорватия | 2017  | 8     | 1    |
| Хорватия | 2018  | 15    | 2    |
| Хорватия | 2019  | 9     | 2    |
| Хорватия | 2020  | 6     | 0    |
| Хорватия | 2021  | 13    | 4    |
| Хорватия | 2022  | 16    | 3    |
| Хорватия | 2023  | 10    | 1    |
| Хорватия | 2024  | 12    | 3    |
| Хорватия | 2025  | 2     | 1    |
| Всего    | Всего | 186   | 28   |

### Список матчей за сборную
| Матчи Луки Модрича за национальную сборную Хорватии | Матчи Луки Модрича за национальную сборную Хорватии | Матчи Луки Модрича за национальную сборную Хорватии | Матчи Луки Модрича за национальную сборную Хорватии | Матчи Луки Модрича за национальную сборную Хорватии | Матчи Луки Модрича за национальную сборную Хорватии | Матчи Луки Модрича за национальную сборную Хорватии |
| №                                                   | Дата                                                | Соперник                                            | Счёт                                                | Голы                                                | Карточки                                            | Соревнование                                        |
| --------------------------------------------------- | --------------------------------------------------- | --------------------------------------------------- | --------------------------------------------------- | --------------------------------------------------- | --------------------------------------------------- | --------------------------------------------------- |
| 1                                                   | 1 марта 2006                                        | Аргентина                                           | 3:2                                                 | —                                                   | —                                                   | Товарищеский матч                                   |
| 2                                                   | 23 мая 2006                                         | Австрия                                             | 4:1                                                 | —                                                   | —                                                   | Товарищеский матч                                   |
| 3                                                   | 28 мая 2006                                         | Иран                                                | 2:2                                                 | —                                                   | —                                                   | Товарищеский матч                                   |
| 4                                                   | 3 июня 2006                                         | Польша                                              | 0:1                                                 | —                                                   | —                                                   | Товарищеский матч                                   |
| 5                                                   | 7 июня 2006                                         | Испания                                             | 1:2                                                 | —                                                   | —                                                   | Товарищеский матч                                   |
| 6                                                   | 18 июня 2006                                        | Япония                                              | 0:0                                                 | —                                                   | —                                                   | ЧМ-2006. Групповой этап                             |
| 7                                                   | 22 июня 2006                                        | Австралия                                           | 2:2                                                 | —                                                   | —                                                   | ЧМ-2006. Групповой этап                             |
| 8                                                   | 16 августа 2006                                     | Италия                                              | 2:0                                                 | 42′                                                 | 40'                                                 | Товарищеский матч                                   |
| 9                                                   | 6 сентября 2006                                     | Россия                                              | 0:0                                                 | —                                                   | —                                                   | Отборочные матчи ЧЕ-2008                            |
| 10                                                  | 7 октября 2006                                      | Андорра                                             | 7:0                                                 | 83′                                                 | —                                                   | Отборочные матчи ЧЕ-2008                            |
| 11                                                  | 11 октября 2006                                     | Англия                                              | 2:0                                                 | —                                                   | —                                                   | Отборочные матчи ЧЕ-2008                            |
| 12                                                  | 15 ноября 2006                                      | Израиль                                             | 4:3                                                 | —                                                   | —                                                   | Отборочные матчи ЧЕ-2008                            |
| 13                                                  | 7 февраля 2007                                      | Норвегия                                            | 2:1                                                 | 38′                                                 | —                                                   | Товарищеский матч                                   |
| 14                                                  | 24 марта 2007                                       | Македония                                           | 2:1                                                 | —                                                   | —                                                   | Отборочные матчи ЧЕ-2008                            |
| 15                                                  | 2 июня 2007                                         | Эстония                                             | 1:0                                                 | —                                                   | —                                                   | Отборочные матчи ЧЕ-2008                            |
| 16                                                  | 6 июня 2007                                         | Россия                                              | 0:0                                                 | —                                                   | —                                                   | Отборочные матчи ЧЕ-2008                            |
| 17                                                  | 8 сентября 2007                                     | Эстония                                             | 2:0                                                 | —                                                   | —                                                   | Отборочные матчи ЧЕ-2008                            |
| 18                                                  | 12 сентября 2007                                    | Андорра                                             | 6:0                                                 | —                                                   | —                                                   | Отборочные матчи ЧЕ-2008                            |
| 19                                                  | 13 октября 2007                                     | Израиль                                             | 1:0                                                 | —                                                   | —                                                   | Отборочные матчи ЧЕ-2008                            |
| 20                                                  | 16 октября 2007                                     | Словакия                                            | 3:0                                                 | —                                                   | —                                                   | Товарищеский матч                                   |
| 21                                                  | 17 ноября 2007                                      | Македония                                           | 0:2                                                 | —                                                   | —                                                   | Отборочные матчи ЧЕ-2008                            |
| 22                                                  | 21 ноября 2007                                      | Англия                                              | 3:2                                                 | —                                                   | —                                                   | Отборочные матчи ЧЕ-2008                            |
| 23                                                  | 6 февраля 2008                                      | Нидерланды                                          | 0:3                                                 | —                                                   | —                                                   | Товарищеский матч                                   |
| 24                                                  | 26 марта 2008                                       | Шотландия                                           | 1:1                                                 | —                                                   | —                                                   | Товарищеский матч                                   |
| 25                                                  | 24 мая 2008                                         | Молдова                                             | 1:0                                                 | —                                                   | —                                                   | Товарищеский матч                                   |
| 26                                                  | 31 мая 2008                                         | Венгрия                                             | 1:1                                                 | —                                                   | —                                                   | Товарищеский матч                                   |
| 27                                                  | 8 июня 2008                                         | Австрия                                             | 1:0                                                 | 4′ (пен.)                                           | —                                                   | ЧЕ-2008. Групповой этап                             |
| 28                                                  | 12 июня 2008                                        | Германия                                            | 2:1                                                 | —                                                   | 90+3'                                               | ЧЕ-2008. Групповой этап                             |
| 29                                                  | 20 июня 2008                                        | Турция                                              | 1:1 (п. 1:3)                                        | —                                                   | —                                                   | ЧЕ-2008. 1/4 финала                                 |
| 30                                                  | 6 сентября 2008                                     | Казахстан                                           | 3:0                                                 | 36′                                                 | —                                                   | Отборочные матчи ЧМ-2010                            |
| 31                                                  | 10 сентября 2008                                    | Англия                                              | 1:4                                                 | —                                                   | —                                                   | Отборочные матчи ЧМ-2010                            |
| 32                                                  | 11 октября 2008                                     | Украина                                             | 0:0                                                 | —                                                   | —                                                   | Отборочные матчи ЧМ-2010                            |
| 33                                                  | 15 октября 2008                                     | Андорра                                             | 4:0                                                 | 75′                                                 | —                                                   | Отборочные матчи ЧМ-2010                            |
| 34                                                  | 11 февраля 2009                                     | Румыния                                             | 2:1                                                 | —                                                   | —                                                   | Товарищеский матч                                   |
| 35                                                  | 6 июня 2009                                         | Украина                                             | 2:2                                                 | 68′                                                 | —                                                   | Отборочные матчи ЧМ-2010                            |
| 36                                                  | 12 августа 2009                                     | Беларусь                                            | 3:1                                                 | —                                                   | —                                                   | Отборочные матчи ЧМ-2010                            |
| 37                                                  | 3 марта 2010                                        | Бельгия                                             | 1:0                                                 | —                                                   | —                                                   | Товарищеский матч                                   |
| 38                                                  | 19 мая 2010                                         | Австрия                                             | 1:0                                                 | —                                                   | —                                                   | Товарищеский матч                                   |
| 39                                                  | 23 мая 2010                                         | Уэльс                                               | 2:0                                                 | —                                                   | —                                                   | Товарищеский матч                                   |
| 40                                                  | 11 августа 2010                                     | Словакия                                            | 1:1                                                 | —                                                   | —                                                   | Товарищеский матч                                   |
| 41                                                  | 7 сентября 2010                                     | Греция                                              | 0:0                                                 | —                                                   | —                                                   | Отборочные матчи ЧЕ-2012                            |
| 42                                                  | 9 октября 2010                                      | Израиль                                             | 2:1                                                 | —                                                   | —                                                   | Отборочные матчи ЧЕ-2012                            |
| 43                                                  | 12 октября 2010                                     | Норвегия                                            | 2:1                                                 | —                                                   | —                                                   | Товарищеский матч                                   |
| 44                                                  | 17 ноября 2010                                      | Мальта                                              | 3:0                                                 | —                                                   | —                                                   | Отборочные матчи ЧЕ-2012                            |
| 45                                                  | 26 марта 2011                                       | Грузия                                              | 0:1                                                 | —                                                   | —                                                   | Отборочные матчи ЧЕ-2012                            |
| 46                                                  | 29 марта 2011                                       | Франция                                             | 0:0                                                 | —                                                   | —                                                   | Товарищеский матч                                   |
| 47                                                  | 3 июня 2011                                         | Грузия                                              | 2:1                                                 | —                                                   | —                                                   | Отборочные матчи ЧЕ-2012                            |
| 48                                                  | 10 августа 2011                                     | Ирландия                                            | 0:0                                                 | —                                                   | —                                                   | Товарищеский матч                                   |
| 49                                                  | 6 сентября 2011                                     | Израиль                                             | 3:1                                                 | 47′                                                 | —                                                   | Отборочные матчи ЧЕ-2012                            |
| 50                                                  | 7 октября 2011                                      | Греция                                              | 0:2                                                 | —                                                   | —                                                   | Отборочные матчи ЧЕ-2012                            |
| 51                                                  | 11 октября 2011                                     | Латвия                                              | 2:0                                                 | —                                                   | —                                                   | Отборочные матчи ЧЕ-2012                            |
| 52                                                  | 11 ноября 2011                                      | Турция                                              | 3:0                                                 | —                                                   | —                                                   | Стыковые матчи ЧЕ-2012                              |
| 53                                                  | 15 ноября 2011                                      | Турция                                              | 0:0                                                 | —                                                   | —                                                   | Стыковые матчи ЧЕ-2012                              |
| 54                                                  | 29 февраля 2012                                     | Швеция                                              | 1:3                                                 | —                                                   | —                                                   | Товарищеский матч                                   |
| 55                                                  | 10 июня 2012                                        | Ирландия                                            | 3:1                                                 | —                                                   | 53'                                                 | ЧЕ-2012. Групповой этап                             |
| 56                                                  | 14 июня 2012                                        | Италия                                              | 1:1                                                 | —                                                   | —                                                   | ЧЕ-2012. Групповой этап                             |
| 57                                                  | 18 июня 2012                                        | Испания                                             | 0:1                                                 | —                                                   | —                                                   | ЧЕ-2012. Групповой этап                             |
| 58                                                  | 15 августа 2012                                     | Швейцария                                           | 4:2                                                 | —                                                   | —                                                   | Товарищеский матч                                   |
| 59                                                  | 7 сентября 2012                                     | Македония                                           | 1:0                                                 | —                                                   | —                                                   | Отборочные матчи ЧМ-2014                            |
| 60                                                  | 11 сентября 2012                                    | Бельгия                                             | 1:1                                                 | —                                                   | —                                                   | Отборочные матчи ЧМ-2014                            |
| 61                                                  | 12 октября 2012                                     | Македония                                           | 2:1                                                 | —                                                   | 75'                                                 | Отборочные матчи ЧМ-2014                            |
| 62                                                  | 16 октября 2012                                     | Уэльс                                               | 2:0                                                 | —                                                   | —                                                   | Отборочные матчи ЧМ-2014                            |
| 63                                                  | 6 февраля 2013                                      | Республика Корея                                    | 4:0                                                 | —                                                   | —                                                   | Товарищеский матч                                   |
| 64                                                  | 22 марта 2013                                       | Сербия                                              | 2:0                                                 | —                                                   | —                                                   | Отборочные матчи ЧМ-2014                            |
| 65                                                  | 26 марта 2013                                       | Уэльс                                               | 2:1                                                 | —                                                   | 66'                                                 | Отборочные матчи ЧМ-2014                            |
| 66                                                  | 10 июня 2013                                        | Португалия                                          | 0:1                                                 | —                                                   | —                                                   | Товарищеский матч                                   |
| 67                                                  | 14 августа 2013                                     | Лихтенштейн                                         | 3:2                                                 | —                                                   | —                                                   | Товарищеский матч                                   |
| 68                                                  | 6 сентября 2013                                     | Сербия                                              | 1:1                                                 | —                                                   | —                                                   | Отборочные матчи ЧМ-2014                            |
| 69                                                  | 11 октября 2013                                     | Бельгия                                             | 1:2                                                 | —                                                   | 87'                                                 | Отборочные матчи ЧМ-2014                            |
| 70                                                  | 15 октября 2013                                     | Шотландия                                           | 0:2                                                 | —                                                   | —                                                   | Отборочные матчи ЧМ-2014                            |
| 71                                                  | 15 ноября 2013                                      | Исландия                                            | 0:0                                                 | —                                                   | —                                                   | Стыковые матчи ЧМ-2014                              |
| 72                                                  | 19 ноября 2013                                      | Исландия                                            | 2:0                                                 | —                                                   | —                                                   | Стыковые матчи ЧМ-2014                              |
| 73                                                  | 5 марта 2014                                        | Швейцария                                           | 2:2                                                 | —                                                   | —                                                   | Товарищеский матч                                   |
| 74                                                  | 31 мая 2014                                         | Мали                                                | 2:1                                                 | —                                                   | —                                                   | Товарищеский матч                                   |
| 75                                                  | 6 июня 2014                                         | Австралия                                           | 1:0                                                 | —                                                   | —                                                   | Товарищеский матч                                   |
| 76                                                  | 12 июня 2014                                        | Бразилия                                            | 1:3                                                 | —                                                   | —                                                   | ЧМ-2014. Групповой этап                             |
| 77                                                  | 18 июня 2014                                        | Камерун                                             | 4:0                                                 | —                                                   | —                                                   | ЧМ-2014. Групповой этап                             |
| 78                                                  | 23 июня 2014                                        | Мексика                                             | 1:3                                                 | —                                                   | —                                                   | ЧМ-2014. Групповой этап                             |
| 79                                                  | 4 сентября 2014                                     | Кипр                                                | 2:0                                                 | —                                                   | —                                                   | Товарищеский матч                                   |
| 80                                                  | 9 сентября 2014                                     | Мальта                                              | 2:0                                                 | 46′                                                 | —                                                   | Отборочные матчи ЧЕ-2016                            |
| 81                                                  | 10 октября 2014                                     | Болгария                                            | 1:0                                                 | —                                                   | —                                                   | Отборочные матчи ЧЕ-2016                            |
| 82                                                  | 13 октября 2014                                     | Азербайджан                                         | 6:0                                                 | 56′ (пен.)                                          | —                                                   | Отборочные матчи ЧЕ-2016                            |
| 83                                                  | 16 ноября 2014                                      | Италия                                              | 1:1                                                 | —                                                   | —                                                   | Отборочные матчи ЧЕ-2016                            |
| 84                                                  | 28 марта 2015                                       | Норвегия                                            | 5:1                                                 | —                                                   | —                                                   | Отборочные матчи ЧЕ-2016                            |
| 85                                                  | 3 сентября 2015                                     | Азербайджан                                         | 0:0                                                 | —                                                   | —                                                   | Отборочные матчи ЧЕ-2016                            |
| 86                                                  | 6 сентября 2015                                     | Норвегия                                            | 0:2                                                 | —                                                   | —                                                   | Отборочные матчи ЧЕ-2016                            |
| 87                                                  | 10 октября 2015                                     | Болгария                                            | 3:0                                                 | —                                                   | —                                                   | Отборочные матчи ЧЕ-2016                            |
| 88                                                  | 23 марта 2016                                       | Израиль                                             | 2:0                                                 | —                                                   | —                                                   | Товарищеский матч                                   |
| 89                                                  | 26 марта 2016                                       | Венгрия                                             | 1:1                                                 | —                                                   | —                                                   | Товарищеский матч                                   |
| 90                                                  | 4 апреля 2016                                       | Сан-Марино                                          | 10:0                                                | —                                                   | —                                                   | Товарищеский матч                                   |
| 91                                                  | 12 июня 2016                                        | Турция                                              | 1:0                                                 | 41′                                                 | —                                                   | ЧЕ-2016. Групповой этап                             |
| 92                                                  | 17 июня 2016                                        | Чехия                                               | 2:2                                                 | —                                                   | —                                                   | ЧЕ-2016. Групповой этап                             |
| 93                                                  | 25 июня 2016                                        | Португалия                                          | 0:0 (д.в. 0:1)                                      | —                                                   | —                                                   | ЧЕ-2016. 1/8 финала                                 |
| 94                                                  | 5 сентября 2016                                     | Турция                                              | 1:1                                                 | —                                                   | —                                                   | Отборочные матчи ЧМ-2018                            |
| 95                                                  | 12 ноября 2016                                      | Исландия                                            | 2:0                                                 | —                                                   | —                                                   | Отборочные матчи ЧМ-2018                            |
| 96                                                  | 24 марта 2017                                       | Украина                                             | 1:0                                                 | —                                                   | —                                                   | Отборочные матчи ЧМ-2018                            |
| 97                                                  | 11 июня 2017                                        | Исландия                                            | 0:1                                                 | —                                                   | —                                                   | Отборочные матчи ЧМ-2018                            |
| 98                                                  | 3 сентября 2017                                     | Косово                                              | 1:0                                                 | —                                                   | —                                                   | Отборочные матчи ЧМ-2018                            |
| 99                                                  | 5 сентября 2017                                     | Турция                                              | 0:1                                                 | —                                                   | —                                                   | Отборочные матчи ЧМ-2018                            |
| 100                                                 | 6 октября 2017                                      | Финляндия                                           | 1:1                                                 | —                                                   | —                                                   | Отборочные матчи ЧМ-2018                            |
| 101                                                 | 9 октября 2017                                      | Украина                                             | 2:0                                                 | —                                                   | —                                                   | Отборочные матчи ЧМ-2018                            |
| 102                                                 | 9 ноября 2017                                       | Греция                                              | 4:1                                                 | 13′ (пен.)                                          | —                                                   | Стыковые матчи ЧМ-2018                              |
| 103                                                 | 12 ноября 2017                                      | Греция                                              | 0:0                                                 | —                                                   | —                                                   | Стыковые матчи ЧМ-2018                              |
| 104                                                 | 23 марта 2018                                       | Перу                                                | 0:2                                                 | —                                                   | —                                                   | Товарищеский матч                                   |
| 105                                                 | 3 июня 2018                                         | Бразилия                                            | 0:2                                                 | —                                                   | —                                                   | Товарищеский матч                                   |
| 106                                                 | 8 июня 2018                                         | Сенегал                                             | 2:1                                                 | —                                                   | —                                                   | Товарищеский матч                                   |
| 107                                                 | 16 июня 2018                                        | Нигерия                                             | 2:0                                                 | 71′ (пен.)                                          | —                                                   | ЧМ-2018. Групповой этап                             |
| 108                                                 | 21 июня 2018                                        | Аргентина                                           | 3:0                                                 | 80′                                                 | —                                                   | ЧМ-2018. Групповой этап                             |
| 109                                                 | 26 июня 2018                                        | Исландия                                            | 2:1                                                 | —                                                   | —                                                   | ЧМ-2018. Групповой этап                             |
| 110                                                 | 1 июля 2018                                         | Дания                                               | 1:1 (п. 3:2)                                        | —                                                   | —                                                   | ЧМ-2018. 1/8 финала                                 |
| 111                                                 | 7 июля 2018                                         | Россия                                              | 2:2 (п. 4:3)                                        | —                                                   | —                                                   | ЧМ-2018. 1/4 финала                                 |
| 112                                                 | 11 июля 2018                                        | Англия                                              | 1:1 (д.в. 2:1)                                      | —                                                   | —                                                   | ЧМ-2018. 1/2 финала                                 |
| 113                                                 | 15 июля 2018                                        | Франция                                             | 2:4                                                 | —                                                   | —                                                   | ЧМ-2018. Финал                                      |
| 114                                                 | 6 сентября 2018                                     | Португалия                                          | 1:1                                                 | —                                                   | —                                                   | Товарищеский матч                                   |
| 115                                                 | 11 сентября 2018                                    | Испания                                             | 0:6                                                 | —                                                   | —                                                   | Лига наций УЕФА 2018/19. Групповой этап             |
| 116                                                 | 12 октября 2018                                     | Англия                                              | 0:0                                                 | —                                                   | —                                                   | Лига наций УЕФА 2018/19. Групповой этап             |
| 117                                                 | 15 ноября 2018                                      | Испания                                             | 3:2                                                 | —                                                   | —                                                   | Лига наций УЕФА 2018/19. Групповой этап             |
| 118                                                 | 18 ноября 2018                                      | Англия                                              | 1:2                                                 | —                                                   | —                                                   | Лига наций УЕФА 2018/19. Групповой этап             |
| 119                                                 | 21 марта 2019                                       | Азербайджан                                         | 2:1                                                 | —                                                   | —                                                   | Отборочные матчи ЧЕ-2020                            |
| 120                                                 | 24 марта 2019                                       | Венгрия                                             | 1:2                                                 | —                                                   | —                                                   | Отборочные матчи ЧЕ-2020                            |
| 121                                                 | 8 июня 2019                                         | Уэльс                                               | 2:1                                                 | —                                                   | —                                                   | Отборочные матчи ЧЕ-2020                            |
| 122                                                 | 11 июня 2019                                        | Тунис                                               | 1:2                                                 | —                                                   | —                                                   | Товарищеский матч                                   |
| 123                                                 | 6 сентября 2019                                     | Словакия                                            | 4:0                                                 | —                                                   | —                                                   | Отборочные матчи ЧЕ-2020                            |
| 124                                                 | 9 сентября 2019                                     | Азербайджан                                         | 1:1                                                 | 11′ (пен.)                                          | —                                                   | Отборочные матчи ЧЕ-2020                            |
| 125                                                 | 10 октября 2019                                     | Венгрия                                             | 3:0                                                 | 5′                                                  | —                                                   | Отборочные матчи ЧЕ-2020                            |
| 126                                                 | 13 октября 2019                                     | Уэльс                                               | 1:1                                                 | —                                                   | 89'                                                 | Отборочные матчи ЧЕ-2020                            |
| 127                                                 | 16 ноября 2019                                      | Словакия                                            | 3:1                                                 | —                                                   | —                                                   | Отборочные матчи ЧЕ-2020                            |
| 128                                                 | 7 октября 2020                                      | Швейцария                                           | 2:1                                                 | —                                                   | —                                                   | Товарищеский матч                                   |
| 129                                                 | 11 октября 2020                                     | Швеция                                              | 2:1                                                 | —                                                   | —                                                   | Лига наций УЕФА 2020/21. Групповой этап             |
| 130                                                 | 14 октября 2020                                     | Франция                                             | 1:2                                                 | —                                                   | —                                                   | Лига наций УЕФА 2020/21. Групповой этап             |
| 131                                                 | 11 ноября 2020                                      | Турция                                              | 3:3                                                 | —                                                   | —                                                   | Товарищеский матч                                   |
| 132                                                 | 14 ноября 2020                                      | Швеция                                              | 1:2                                                 | —                                                   | —                                                   | Лига наций УЕФА 2020/21. Групповой этап             |
| 133                                                 | 17 ноября 2020                                      | Португалия                                          | 2:3                                                 | —                                                   | —                                                   | Лига наций УЕФА 2020/21. Групповой этап             |
| 134                                                 | 24 марта 2021                                       | Словения                                            | 0:1                                                 | —                                                   | —                                                   | Отборочные матчи ЧМ-2022                            |
| 135                                                 | 27 марта 2021                                       | Кипр                                                | 1:0                                                 | —                                                   | —                                                   | Отборочные матчи ЧМ-2022                            |
| 136                                                 | 30 марта 2021                                       | Мальта                                              | 3:0                                                 | 76′                                                 | —                                                   | Отборочные матчи ЧМ-2022                            |
| 137                                                 | 1 июня 2021                                         | Армения                                             | 1:1                                                 | —                                                   | —                                                   | Товарищеский матч                                   |
| 138                                                 | 6 июня 2021                                         | Бельгия                                             | 0:1                                                 | —                                                   | —                                                   | Товарищеский матч                                   |
| 139                                                 | 13 июня 2021                                        | Англия                                              | 0:1                                                 | —                                                   | —                                                   | ЧЕ-2020 Групповой этап                              |
| 140                                                 | 18 июня 2021                                        | Чехия                                               | 1:1                                                 | —                                                   | —                                                   | ЧЕ-2020 Групповой этап                              |
| 141                                                 | 22 июня 2021                                        | Шотландия                                           | 3:1                                                 | 62′                                                 | —                                                   | ЧЕ-2020 Групповой этап                              |
| 142                                                 | 28 июня 2021                                        | Испания                                             | 3:5                                                 | —                                                   | —                                                   | ЧЕ-2020 1/8 финала                                  |
| 143                                                 | 8 октября 2021                                      | Кипр                                                | 3:0                                                 | —                                                   | —                                                   | Отборочные матчи ЧМ-2022                            |
| 144                                                 | 11 октября 2021                                     | Словакия                                            | 2:2                                                 | 71′                                                 | —                                                   | Отборочные матчи ЧМ-2022                            |
| 145                                                 | 11 ноября 2021                                      | Мальта                                              | 7:1                                                 | 45′                                                 | —                                                   | Отборочные матчи ЧМ-2022                            |
| 146                                                 | 14 ноября 2021                                      | Россия                                              | 1:0                                                 | —                                                   | —                                                   | Отборочные матчи ЧМ-2022                            |
| 147                                                 | 26 марта 2022                                       | Словения                                            | 1:1                                                 | —                                                   | —                                                   | Товарищеский матч                                   |
| 148                                                 | 29 марта 2022                                       | Болгария                                            | 2:1                                                 | 76′ (пен.)                                          | —                                                   | Товарищеский матч                                   |
| 149                                                 | 3 июня 2022                                         | Австрия                                             | 0:3                                                 | —                                                   | —                                                   | Лига наций УЕФА 2022/2023. Групповой этап           |
| 150                                                 | 6 июня 2022                                         | Франция                                             | 1:1                                                 | —                                                   | —                                                   | Лига наций УЕФА 2022/2023. Групповой этап           |
| 151                                                 | 10 июня 2022                                        | Дания                                               | 1:0                                                 | —                                                   | —                                                   | Лига наций УЕФА 2022/2023. Групповой этап           |
| 152                                                 | 13 июня 2022                                        | Франция                                             | 1:0                                                 | 5′                                                  | —                                                   | Лига наций УЕФА 2022/2023. Групповой этап           |
| 153                                                 | 22 сентября 2022                                    | Дания                                               | 2:1                                                 | —                                                   | —                                                   | Лига наций УЕФА 2022/2023. Групповой этап           |
| 154                                                 | 25 сентября 2022                                    | Австрия                                             | 3:1                                                 | 6′                                                  | —                                                   | Лига наций УЕФА 2022/2023. Групповой этап           |
| 155                                                 | 16 ноября 2022                                      | Саудовская Аравия                                   | 1:0                                                 | —                                                   | —                                                   | Товарищеский матч                                   |
| 156                                                 | 23 ноября 2022                                      | Марокко                                             | 0:0                                                 | —                                                   | —                                                   | ЧМ-2022. Групповой этап                             |
| 157                                                 | 27 ноября 2022                                      | Канада                                              | 4:1                                                 | —                                                   | 85'                                                 | ЧМ-2022. Групповой этап                             |
| 158                                                 | 1 декабря 2022                                      | Бельгия                                             | 0:0                                                 | —                                                   | —                                                   | ЧМ-2022. Групповой этап                             |
| 159                                                 | 5 декабря 2022                                      | Япония                                              | 1:1 (п. 4:2)                                        | —                                                   | —                                                   | ЧМ-2022. 1/8 финала                                 |
| 160                                                 | 9 декабря 2022                                      | Бразилия                                            | 1:1 (п. 5:3)                                        | —                                                   | —                                                   | ЧМ-2022. 1/4 финала                                 |
| 161                                                 | 13 декабря 2022                                     | Аргентина                                           | 0:3                                                 | —                                                   | —                                                   | ЧМ-2022. 1/2 финала                                 |
| 162                                                 | 17 декабря 2022                                     | Марокко                                             | 2:1                                                 | —                                                   | —                                                   | ЧМ-2022. Матч за 3-е место                          |
| 163                                                 | 25 марта 2023                                       | Уэльс                                               | 1:1                                                 | —                                                   | —                                                   | Отборочные матчи ЧЕ-2024                            |
| 164                                                 | 28 марта 2023                                       | Турция                                              | 2:0                                                 | —                                                   | —                                                   | Отборочные матчи ЧЕ-2024                            |
| 165                                                 | 14 июня 2023                                        | Нидерланды                                          | 2:2 (д.в. 4:2)                                      | 116′                                                | —                                                   | Лига наций УЕФА 2023. 1/2 финала                    |
| 166                                                 | 18 июня 2023                                        | Испания                                             | 0:0 (4:5 пен.)                                      | —                                                   | —                                                   | Лига наций УЕФА 2023. Финал                         |
| 167                                                 | 8 сентября 2023                                     | Латвия                                              | 5:0                                                 | —                                                   | —                                                   | Отборочные матчи ЧЕ-2024                            |
| 168                                                 | 11 сентября 2023                                    | Армения                                             | 1:0                                                 | —                                                   | —                                                   | Отборочные матчи ЧЕ-2024                            |
| 169                                                 | 12 октября 2023                                     | Турция                                              | 0:1                                                 | —                                                   | 88'                                                 | Отборочные матчи ЧЕ-2024                            |
| 170                                                 | 15 октября 2023                                     | Уэльс                                               | 1:2                                                 | —                                                   | —                                                   | Отборочные матчи ЧЕ-2024                            |
| 171                                                 | 18 ноября 2023                                      | Латвия                                              | 2:0                                                 | —                                                   | —                                                   | Отборочные матчи ЧЕ-2024                            |
| 172                                                 | 21 ноября 2023                                      | Армения                                             | 1:0                                                 | —                                                   | —                                                   | Отборочные матчи ЧЕ-2024                            |
| 173                                                 | 23 марта 2024                                       | Тунис                                               | 0:0 (5:4 пен.)                                      | —                                                   | —                                                   | Товарищеский матч                                   |
| 174                                                 | 26 марта 2024                                       | Египет                                              | 4:2                                                 | —                                                   | —                                                   | Товарищеский матч                                   |
| 175                                                 | 8 июня 2024                                         | Португалия                                          | 2:1                                                 | 8′ (пен.)                                           | —                                                   | Товарищеский матч                                   |
| 176                                                 | 15 июня 2024                                        | Испания                                             | 0:3                                                 | —                                                   | —                                                   | ЧЕ-2024. Групповой этап                             |
| 177                                                 | 19 июня 2024                                        | Албания                                             | 2:2                                                 | —                                                   | —                                                   | ЧЕ-2024. Групповой этап                             |
| 178                                                 | 24 июня 2024                                        | Италия                                              | 1:1                                                 | 55′                                                 | —                                                   | ЧЕ-2024. Групповой этап                             |
| 179                                                 | 5 сентября 2024                                     | Португалия                                          | 1:2                                                 | —                                                   | 72'                                                 | Лига наций УЕФА 2024/25. Групповой этап             |
| 180                                                 | 8 сентября 2024                                     | Польша                                              | 1:0                                                 | 52′                                                 | —                                                   | Лига наций УЕФА 2024/25. Групповой этап             |
| 181                                                 | 12 октября 2024                                     | Шотландия                                           | 2:1                                                 | —                                                   | —                                                   | Лига наций УЕФА 2024/25. Групповой этап             |
| 182                                                 | 15 октября 2024                                     | Польша                                              | 3:3                                                 | —                                                   | —                                                   | Лига наций УЕФА 2024/25. Групповой этап             |
| 183                                                 | 15 ноября 2024                                      | Шотландия                                           | 0:1                                                 | —                                                   | —                                                   | Лига наций УЕФА 2024/25. Групповой этап             |
| 184                                                 | 18 ноября 2024                                      | Португалия                                          | 1:1                                                 | —                                                   | —                                                   | Лига наций УЕФА 2024/25. Групповой этап             |

Итого: 184 матча / 27 голов; 97 побед, 45 ничьих, 42 поражения.